# Rédené
Rédéné redirige ici.
Rédené [ʁedene] (en breton : Redene) est une commune française, située dans le département du Finistère en région Bretagne.

## Géographie

### Localisation
Rédené est une commune périurbaine du département du Finistère située à la périphérie de la ville de Quimperlé. Le chef-lieu est distant de 7 km de la ville de Quimperlé, située à l'Ouest-Nord-Ouest. La commune est située à 443 km au sud-ouest de Paris, à 137 km au sud-ouest de Rennes, à 158 km à l'ouest de Nantes et à 14 km au nord-ouest de Lorient.
La commune compte 3 023 habitants et fait partie du canton de Quimperlé. Avant 2015 elle faisait partie du canton d'Arzano. Elle appartient à la Communauté de communes du Pays de Quimperlé.
| - Carte de la commune de Rédené dans son environnement géographique. |

| Tréméven  | Arzano | Arzano      |
| Quimperlé | Rédené | Pont-Scorff |
| Guidel    | Guidel | Pont-Scorff |

### Géographie physique
Le finage de la commune est formé pour l'essentiel d'un plateau en pente douce vers le sud, qui atteint son altitude maximale (81 mètres) dans la partie nord de la commune, près du hameau de Kergueff et s'abaisse jusque vers 45 mètres d'altitude dans la partie sud du territoire communal et même jusqu'à 21 mètres à la confluence du Scave et de son affluent de rive gauche le Scao, à l'endroit où ce cours d'eau quitte le sud du territoire communal et même jusqu'à 4 mètres seulement à sa limite ouest, non loin de la rive gauche de la Laïta, près du chemin d'accès au château de Bothané, lequel se trouve en Guidel.
Au nord de la commune, aux abords de l'Ellé, s'étend le Bois de Rosgrand, un site naturel aménagé qui offre de magnifiques points de vue sur la rivière. Le site est escarpé et on peut s'y adonner à la pratique de l'escalade. Le bois a servi de repaire aux maquisards pendant la Seconde Guerre mondiale.
| - Carte topographique de la commune de Rédené. |

### Hydrographie
Pour un article plus général, voir Réseau hydrographique du Finistère.

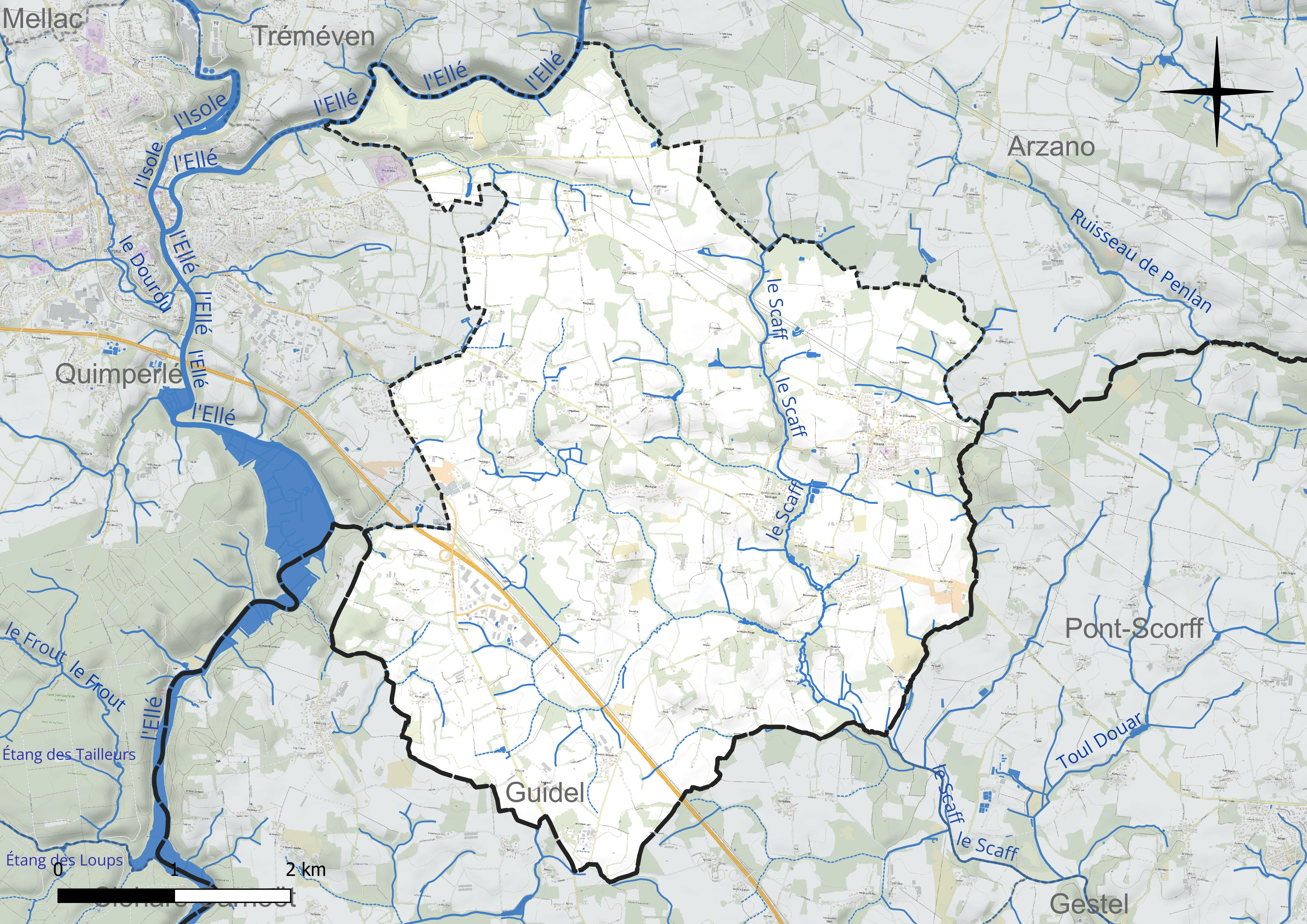
Réseau hydrographique de Rédené.

La commune est située dans le bassin Loire-Bretagne. Elle est drainée par l'Ellé, le Scaff et divers autres petits cours d'eau,.
L'Ellé, d'une longueur de 76 km, prend sa source dans la commune de Glomel et se jette  dans la Laïta, estuaire formé par l'Ellé et l'Isole en limite de Guidel et de Clohars-Carnoët, après avoir traversé 16 communes.  Les caractéristiques hydrologiques de l'Ellé [la Laïta] sont données par la station hydrologique située sur la commune de Quimperlé. Le débit moyen mensuel est de 16,5 m3/s. Le débit moyen journalier maximum est de 283 m3/s, atteint lors de la crue du 13 décembre 2000. Le débit instantané maximal est quant à lui de 404 m3/s, atteint le même jour. Le cours de l'Ellé sert de limite physique au nord avec la commune voisine de Tréméven. 
Le Scaff, d'une longueur de 14 km, prend sa source dans la commune d'Arzano et se jette  dans le Scorff à Quéven, après avoir traversé six communes ; son bassin de réception est en majeure partie dans la commune de Rédené. 

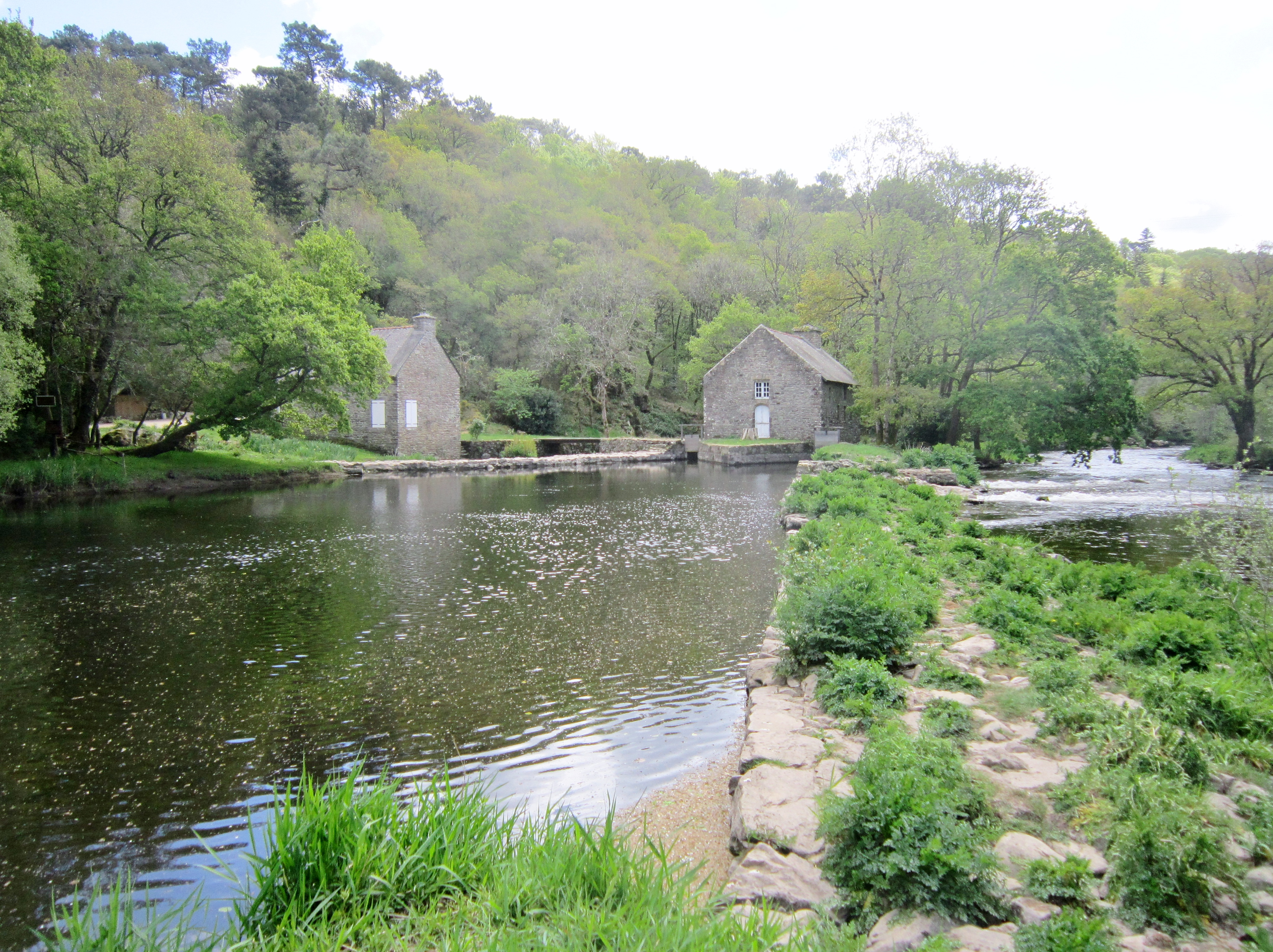
L'Ellé au niveau du moulin de Kergueff (Kergueffr) (limite entre les communes de Tréméven, Rédené et Arzano).
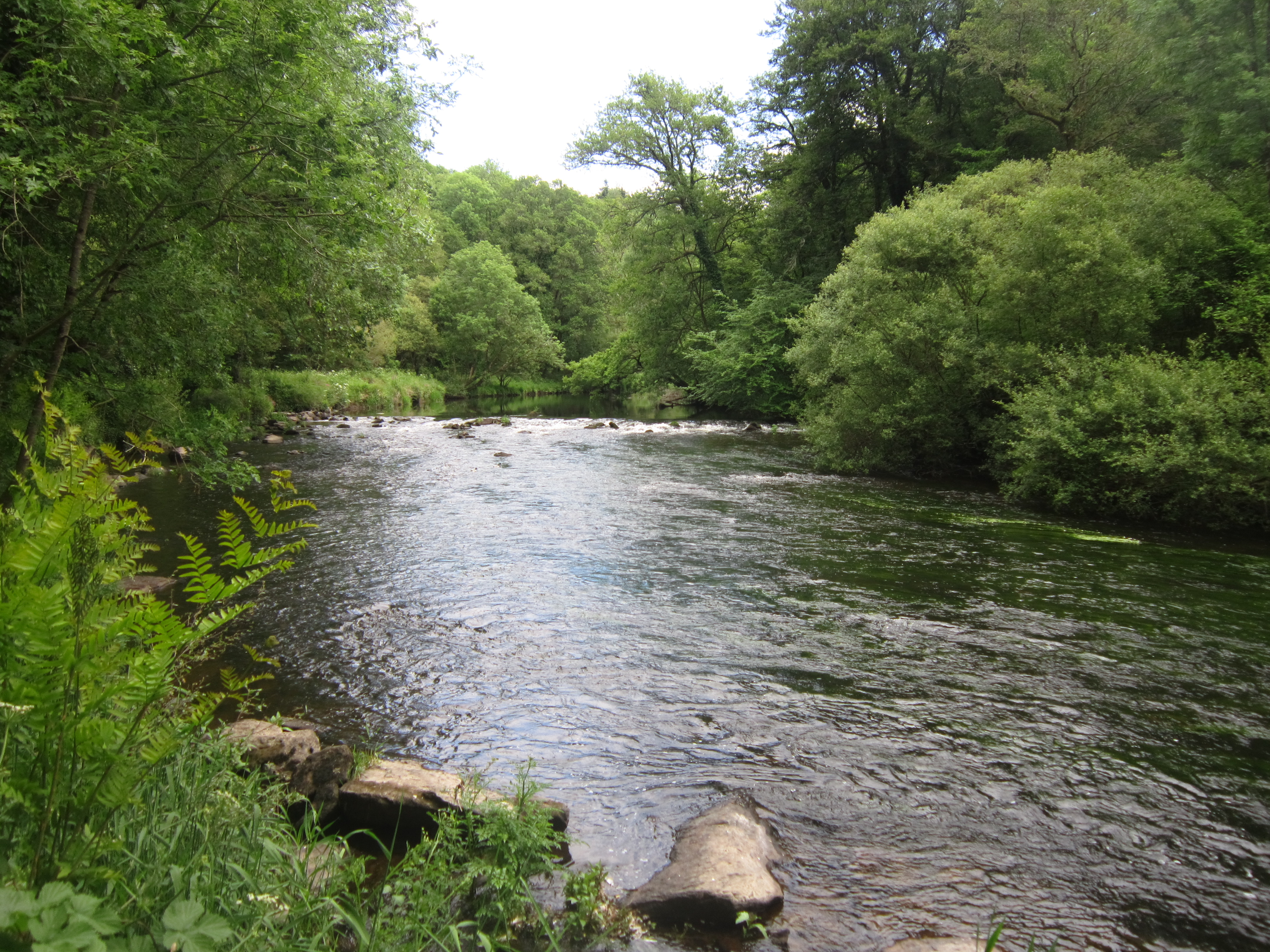
L'Ellé entre le moulin de Kergueff et le Bois de Rosgrand (à gauche de la photographie, la rive droite en Tréméven, à droite la rive gauche en Rédené).
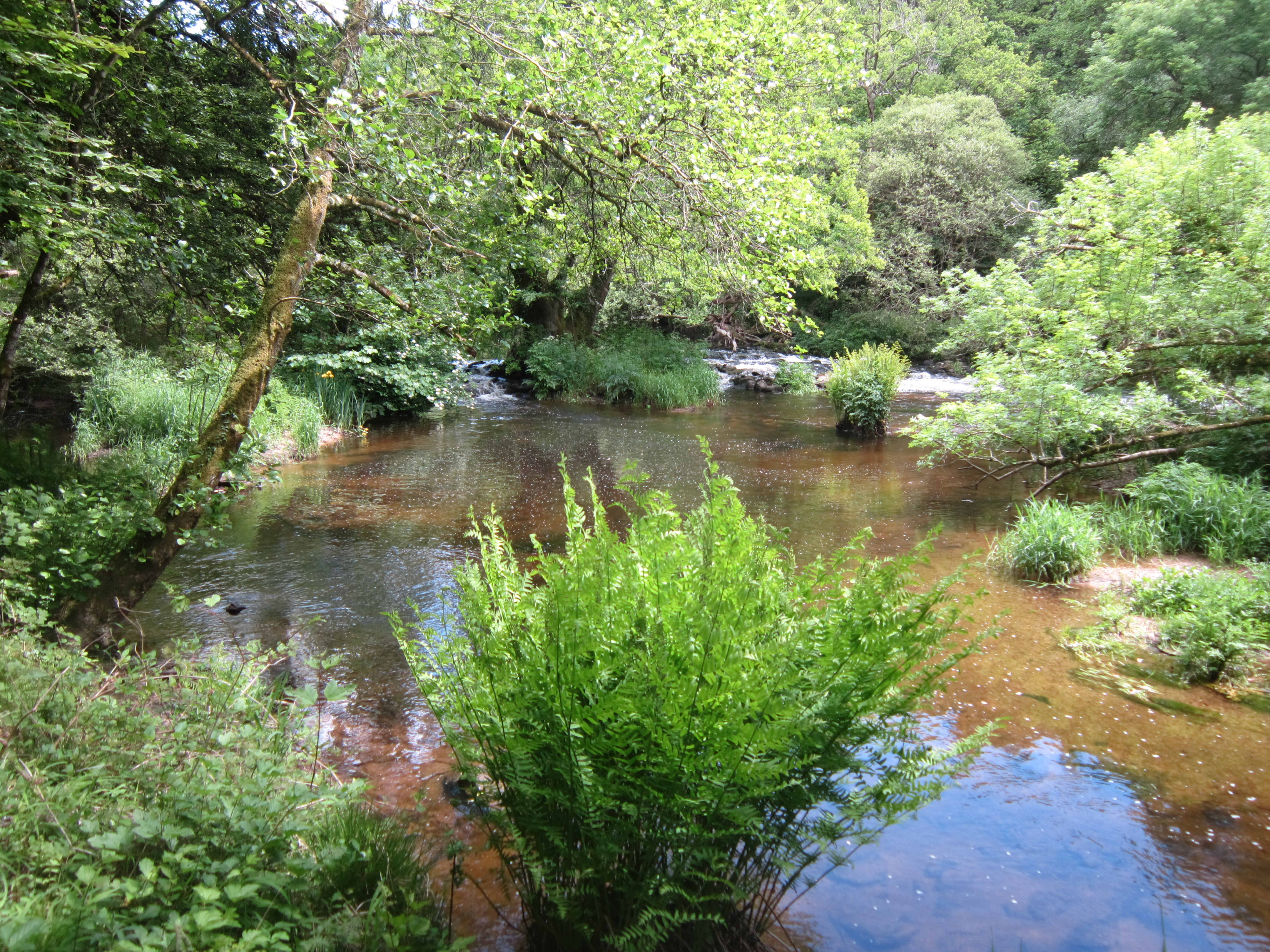
L'Ellé entre le moulin de Kergueff et le Bois de Rosgrand : une vallée encaissée et sauvage.

### Climat
Pour des articles plus généraux, voir Climat de la Bretagne et Climat du Finistère.
En 2010, le climat de la commune est de type climat océanique franc, selon une étude du CNRS s'appuyant sur une série de données couvrant la période 1971-2000. En 2020, Météo-France publie une typologie des climats de la France métropolitaine dans laquelle la commune est exposée à un climat océanique et est dans la région climatique  Bretagne orientale et méridionale, Pays nantais, Vendée, caractérisée par une faible pluviométrie en été et une bonne insolation. Parallèlement l'observatoire de l'environnement en Bretagne publie en 2020 un zonage climatique de la région Bretagne, s'appuyant sur des données de Météo-France de 2009. La commune est, selon ce zonage, dans la zone « Intérieur  », exposée à un climat médian, à dominante océanique.  
Pour la période 1971-2000, la température annuelle moyenne est de 11,7 °C, avec  une amplitude thermique annuelle de 11,2 °C. Le cumul annuel moyen de précipitations est de 994 mm, avec 14,9 jours de précipitations en janvier et 7,5 jours en juillet. Pour la période 1991-2020, la température moyenne annuelle observée sur la station météorologique la plus proche, située sur la commune de Quéven à 9 km à vol d'oiseau, est de 12,2 °C et le cumul annuel moyen de précipitations est de 943,3 mm,. Pour l'avenir, les paramètres climatiques de la commune estimés pour 2050 selon différents scénarios d'émission de gaz à effet de serre sont consultables sur un site dédié publié par Météo-France en novembre 2022.

### Transports
La voie expresse Route nationale 165 traverse la partie sud de la commune, desservie par l'échangeur de Kerfleury, aux alentours duquel s'est développée la zone artisanale de Kerfleury. Celle-ci est aussi desservie par la RD 765 (ancienne Route nationale 165 déclassée) et par la D 62, qui va de Quimperlé à Pont-Scorff (dénommée RD 26 après le frachissement de la limite départementale avec le Morbihan). Le nord de la commune est traversé par la RD 22, qui va de Quimperlé à Arzano et, poursuit après la limite départementale, vers Plouay sous le nom de RD 2.
Le bourg de Rédené, isolé, n'est desservi que par des routes secondaires.
La commune est aussi desservie par la ligne ferroviaire (connue anciennement sous le nom de ligne de Savenay à Landerneau) venant de Nantes (ou Rennes) via Lorient et qui poursuit vers Quimper, mais Rédené ne dispose pas de gare ferroviaire, la plus proche étant la gare de Quimperlé.

## Urbanisme

### Typologie
Au 1er janvier 2024, Rédené est catégorisée commune rurale à habitat dispersé, selon la nouvelle grille communale de densité à 7 niveaux définie par l'Insee en 2022.
Elle est située hors unité urbaine. Par ailleurs la commune fait partie de l'aire d'attraction de Lorient, dont elle est une commune de la couronne,. Cette aire, qui regroupe 31 communes, est catégorisée dans les aires de 200 000 à moins de 700 000 habitants,.

### Occupation des sols

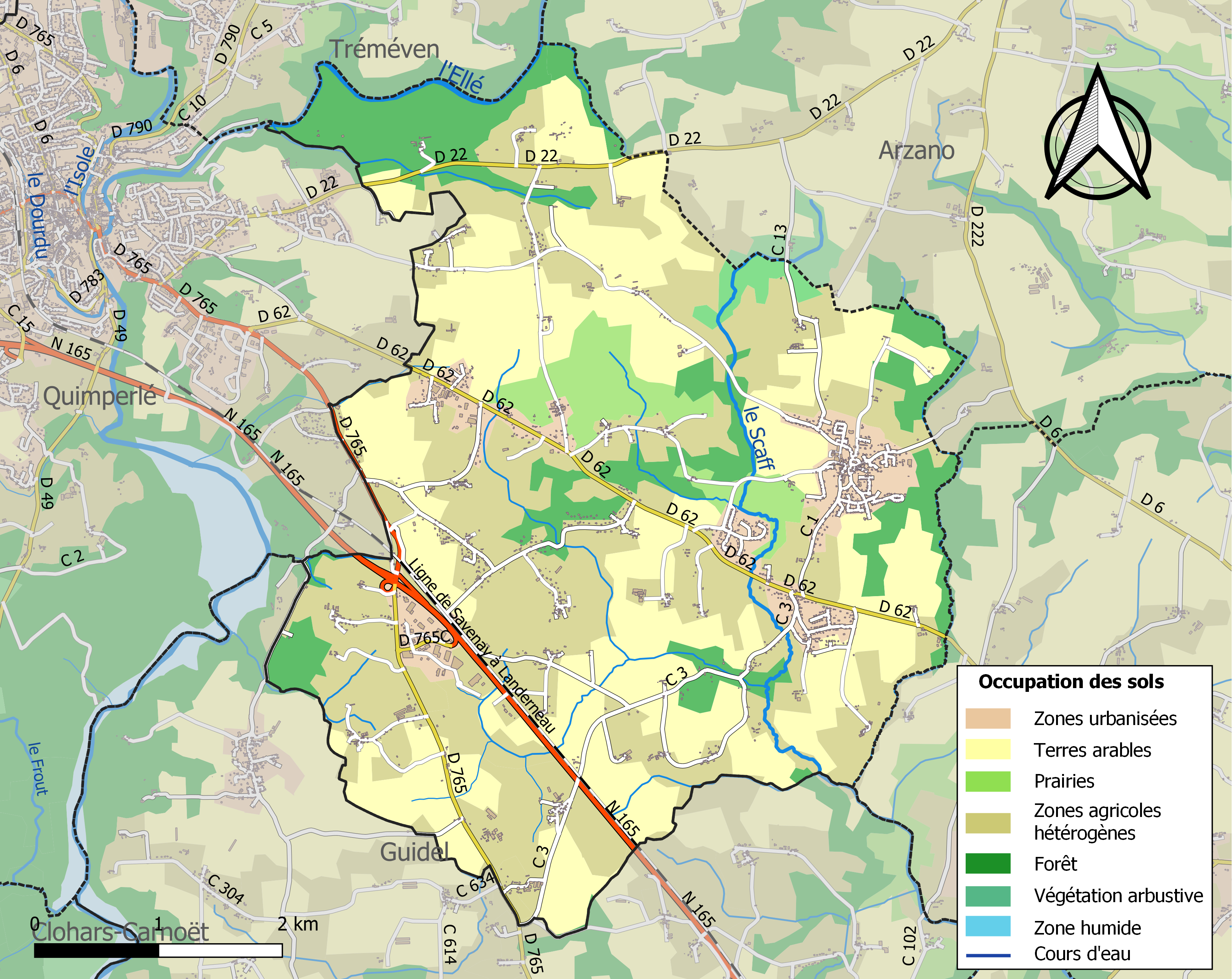
Carte des infrastructures et de l'occupation des sols de la commune en 2018 (CLC).

Le tableau ci-dessous présente l' occupation des sols de la commune en 2018, telle qu'elle ressort de la base de données européenne d'occupation biophysique des sols Corine Land Cover (CLC).
| Type d'occupation                                                                   | Pourcentage | Superficie (en hectares) |
| ----------------------------------------------------------------------------------- | ----------- | ------------------------ |
| Tissu urbain discontinu                                                             | 5,8 %       | 142                      |
| Zones industrielles ou commerciales et installations publiques                      | 1,3 %       | 33                       |
| Terres arables hors périmètres d'irrigation                                         | 34,8 %      | 856                      |
| Prairies et autres surfaces toujours en herbe                                       | 4,3 %       | 107                      |
| Systèmes culturaux et parcellaires complexes                                        | 37,7 %      | 928                      |
| Surfaces essentiellement agricoles interrompues par des espaces naturels importants | 1,7 %       | 41                       |
| Forêts de feuillus                                                                  | 10,4 %      | 255                      |
| Forêts de conifères                                                                 | 3,2 %       | 78                       |
| Forêts et végétation arbustive en mutation                                          | 0,9 %       | 23                       |
| Source : Corine Land Cover                                                          |             |                          |

L'occupation des sols  montre la prédominance des territoires agricoles sur la forêt et les milieux semi-naturels : 78,5 % contre 14,5 %. La forêt, qui occupe 13,6 % de la surface communale, est constituée majoritairement de feuillus. Les zones urbanisées, qui occupaient 106 ha en 1990, en occupent 142 ha en 2018 soit une croissance de 34 %.

## Toponymie
L'origine du nom Rédené est obscur. Il pourrait provenir du breton « raden » qui signifie « fougère » ou du celtique « red » qui signifie « gué ».
On rencontre les appellations suivantes : Redene (en 1066-1081), Redenne (en 1382), Redené (en 1793 et en 1801).
À signaler que l'orthographe officielle est Rédené cependant la population locale et de nombreuses autres sources (site municipal officiel, panneaux de signalisation routière, almanach des postes…) ont pour habitude d'orthographier le nom de la commune en Rédéné.
Dans la pratique courante les deux orthographes coëxistent : Rédené ou Rédéné (et même Redene en breton).

## Histoire

### Préhistoire et Antiquité
La présence de monuments mégalithes confirme le peuplement du pays de Lorient à partir de 3 000 ans av. J.-C. Des vestiges de voies romaines reliant Vannes à Quimper confirment l'occupation des Gallo-romains.

### Moyen Âge
Attestée comme paroisse depuis le XIe siècle, Rédené appartenait alors à l'importante seigneurie du Kemenet-Héboé. Celle-ci est découpée au XIIIe siècle, et la paroisse devient partie prenante de celle de La Roche-Moysan. En 1070, Mainguy de Porhoët [Maenyui du Porhoët], évêque de Vannes, donna aux religieux de l'abbaye Sainte-Croix de Quimperlé les dîmes qu'il possédait dans cette paroisse.
En juillet 1342, dans une lande au lieu-dit Roscaquen, les mercenaires espagnols de Louis d'Espagne épaulé par des arbalétriers génois livrèrent bataille aux hommes de Gauthier de Mauny, fidèle soutien de Jeanne la Flamme. Bien que les Hispano-génois fussent en supériorité numérique avec 6000 hommes de troupe contre seulement 3000 dans le camp des Anglo-bretons, ils furent battus par ces derniers. Dans les rangs des Anglo-bretons, composés de fantassins et d'archers, combattaient notamment Amaury de Clisson, Yves de Trésiguidy, Guillaume de Cadoudal, les frères Henri et Olivier de Spinefort. Les archers anglais, dont la cadence de tir était bien supérieur à celle des arbalétriers génois, firent en particulier de nombreuses victimes dans le camp adverse. Louis d'Espagne parvint à se sauver avec environ 300 hommes, seuls débris de son armée. Il réussit à regagner le rivage où ses troupes avaient débarqué pour regagner la mer et rejoindre la ville de Redon. Le souvenir de cette bataille est conservé dans le nom du lieu où celle-ci s'est déroulé. En effet le toponyme breton Roscaquen signifie le tertre aux casques en français, sans doute en raison des nombreux morts qui jonchaient le sol.

### LeXVesiècle
Entre 1426 et 1536, sept manoirs ou lieux nobles sont attestés : Kerambart, Kergueffre, Kerofro, Liminec, Kervéhennec, Porh Cadic, Rosgrand. Le manoir de "Rozangrant" (Rosgrand), qui disposait des droits de haute, moyenne et basse justice, appartenait en 1427 à Jean du Tertreet appartenait encore à cette famille en 1536 ; il dispose d'une chapelle domestique qui, comme le logis seigneurial actuel, remontent à la fin du XVe siècle ou au début du XVIe siècle ; il disposait d'un moulin seigneurial (disparu) sur l'Ellé.

### LeXVIIIesiècle

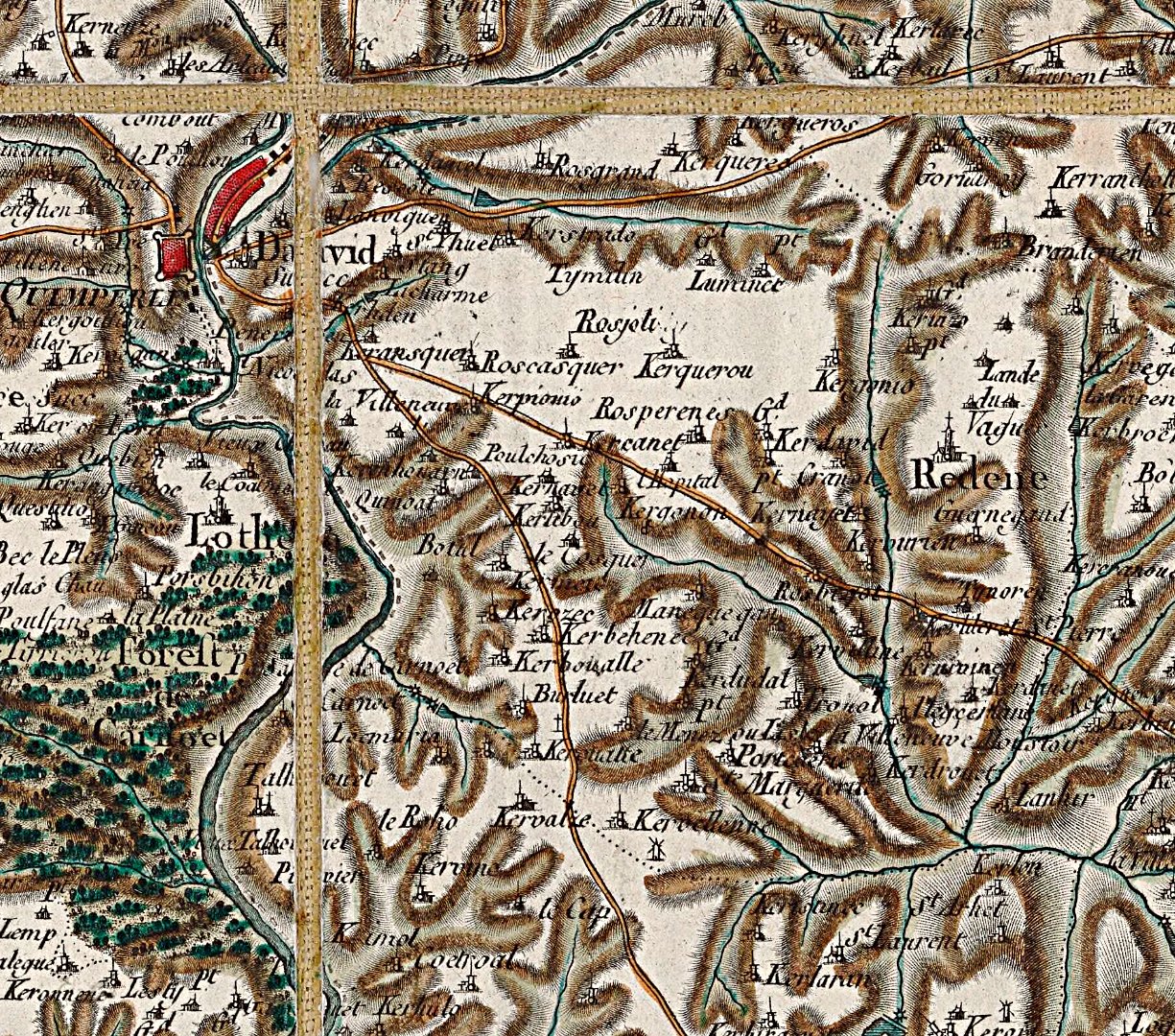
Carte de Cassini de la paroisse de Rédené et de sa trève de Saint-David (1783).

En 1759 la paroisse de Rédené devait chaque année fournir 25 hommes pour servir de garde-côtes.
La paroisse de Rédené, outre la trève de Saint-David,  était subdivisée en 4 frairies, chacune disposant de sa chapelle : Saint-Pierre, Sainte-Marguerite, Sainte-Madeleine et Saint-Jean ; une chapelle avait aussi existé à Saint-Yhuél, près de l'Ellé, mais disparue depuis longtemps.
Jean-Baptiste Ogée décrit ainsi Rédené en 1778 : 

« Redéné : sur une hauteur ; à 12 lieues à l'Ouest-Nord-Ouest de Vannes, son évêché ; à 29 lieues de Rennes et à 3 lieues et demie de l'Orient [ Lorient], sa subdélégation. Cette paroisse relève du Roi, ressortit à Hennebon [ Hennebont], et compte 2 000 communiants, y compris ceux de Saint-David , sa trève : la cure est à l'alternative. Il s'exerce une haute justice dans l'endroit. (..) Le territoire, coupé de ruisseaux qui arrosent des prairies, offre à la vue des terres bien cultivées, quelques landes, des arbres à fruits, et autres. »

L'Abbaye Blanche (Ordre des Dominicains) se trouvait dans l'agglomération de Quimperlé, mais dans la paroisse de Rédené. « Quoique située en l'évêché de Vannes, elle percevait la moitié de ses revenus en Cornouaille. Outre la maison conventuelle et ses dépendances, elle possédait de nombreux biens, notamment des domaines congéables, éparpillés dans 11 paroisses dont 5 en Cornouaille (Saint-Colomban de Quimperlé, Lothéa, Clohars, Moëlan et Saint-Thurien) ».
Le domaine de Rosgrand (qui s'étendait sur Rédené, Quimperlé et Arzano), avec son manoir et sa chapelle privative, est vendu en 1752 pour 42 000 livres à Simon Bernard Joly, subrécargue des vaisseaux de la Compagnie des Indes à Lorient. Son fils, aussi Simon Bernard Joly de Rosgrand fut le dernier sénéchal de Quimperlé.

### Révolution française
En 1790, la paroisse appartenant jusque-là au pays vannetais est incluse dans le département du Finistère. Arzano, Guilligomarc'h et Rédené sont les trois paroisses du diocèse de Vannes, donc parlant le vannetais, rattachées au département du Finistère.
En mai 1791 l'Assemblée constituante décrète que les églises de Rédené et Tréméven sont conservées comme succursales de celle de Saint-Colomban de Quimperlé.
En août 1791, le territoire de Rédené est amputé de l'importante trève de Saint-David, rattachée à Quimperlé. La population diminue alors de moitié. Cette même année, l'église perd son statut de paroisse et dépend alors de Quimperlé. Rédené prend majoritairement le parti de la contre-révolution.

### LeXIXesiècle
En 1837 le roi Louis-Philippe « daigna » accorder 500 francs en secours à la commune de Rédené pour les réparations à faire à son église et la reine accorda 100 francs.
A. Marteville et P. Varin, continuateurs d'Ogée, décrivent ainsi Rédené en 1853 :

« Rédéné (sous l'invocation de Notre-Dame-de-Lorette) : commune formée de l'ancienne paroisse de ce nom ; aujourd'hui succursale. (..) Principaux villages : Kerguéfré, Trébic, Kervavéon, Liminec, Keryazan, Kerdavid, Kernélec, Kergloarec, Kerourien, Kerouan, Kervéhennec. Manoirs de Rosgrand, de Liminec. Superficie totale 2 449 hectares, dont (..) terres labourables 580 ha, prés et pâturages 165 ha, bois 179 ha, vergers et jardins 205 ha, landes et incultes 1 198 ha (..). Moulins : 4 (de la Porte, Cullic, à eau ; Rouge, du Crano, à vent. Le manoir de Rosgrand est remarquable par une chapelle où saint Cado et saint Yhuel, , solitaire, sont en grande vénération, et attirent de nombreux pèlerins. (..) On trouve dans la commune de Rédené, au milieu d'un taillis assez étendu, les ruines du château de Liminec, au sujet duquel aucune tradition n'est restée dans le pays. Ces ruines ne présentent plus que quelques pans de murailles et un amas considérable de pierres ordinaires et de mortier. On voit encore les traces de deux murs de refend et d'un préau enfermés dans l'enceinte générale. L'épaisseur des débris de murailles est de dix pieds. La terre de Rosgrand était autrefois une propriété féodale. Le château actuel, qui appartient à la famille de la Sentière, est un assez vaste bâtiment dont l'architecture n'a rien de remarquable ; il est entouré de bois et de vastes jardins. La chapelle, objet de tous les soins de Simon Joly de Rosgrand, un de ses derniers propriétaires, est décorée avec profusion (..). On parle le breton. »

En 1856 le recteur de Rédené; G.-A. de Frollo, écrit un panégyrique de Cécile de Poilly (1814-1856), comtesse de Fitz-James et épouse de Henri de Fitz-James (1805-1883), qu'il décrit comme bienfaitrice de la population et des œuvres paroissiales ; il écrit notamment : « une grande disette vint affliger le pays, et cela dura près de deux ans ; les paroisses de Pont-Scorff, d'Arzano et de Rédené ne s'en ressentirent guère, grâce à la générosité inépuisable de Mme de Fitz-James ».

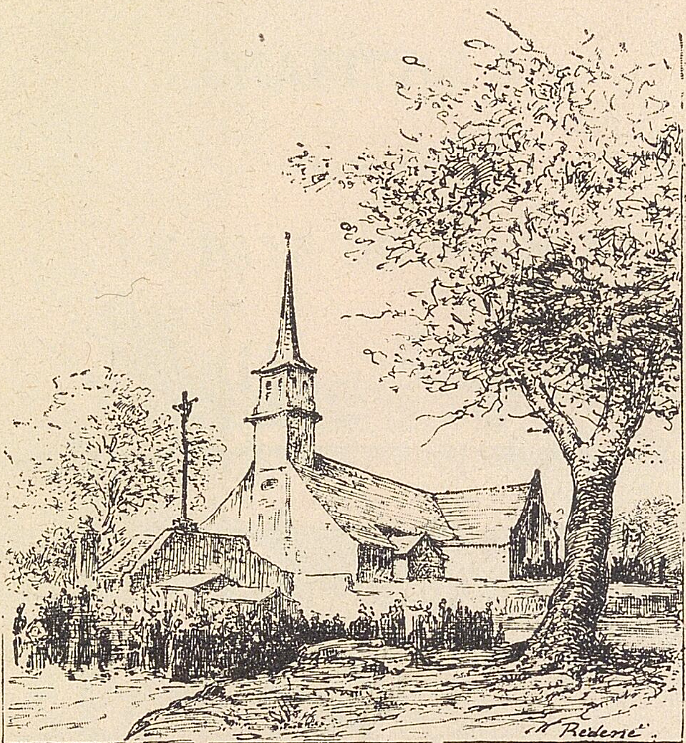
L'église paroissiale de Rédené vers 1894 (dessin).

L'économie demeure longtemps principalement rurale et la population augmente lentement dans le courant du XIXe siècle.
Selon un document déposé au Corps législatif 135 des 136 conscrits de Rédené pour la période allant de 1858 à 1867 ne savaient ni lire ni écrire.
Un rapport d'avril 1872 indique que Rédéné fait partie des 28 communes du Finistère à être encore sans école. Une école mixte, avec des bâtiments séparés pour respecter la séparation des sexes, est construite en 1883 (une seule classe pour chaque sexe). En 1889 le Conseil général du Finistère décide la construction d'office d'une école de garçons, après que le conseil municipal de Rédené ait refusé d'en construire une lors de sa délibération du 22 décembre 1888, bien que 80 enfants soient scolarisés dans une seule salle de classe de 44 places.
Lors des élections législatives de 1878, le maire de Rédené, Yves Joseph Richard, distribua des bulletins de vote au nom du candidat "officiel", Léon Lorois, en même temps que les cartes d'électeur. L'élection fut invalidée et le maire de Rédené suspendu.
En 1889 le même maire de Rédené fut à nouveau suspendu de ses fonctions, cette fois pour avoir procédé le 17 mai 1889 à une inhumation trop sommaire d'une vieille femme, dont le cadavre fut jeté par-dessus le mur du cimetière dans une fosse trop peu profonde ; il fut ensuite révoqué par décision du Président de la République/

### LeXXesiècle

#### La Belle Époque
Le 9 janvier 1903, Troadec, curé de Rédené, fait partie des 31 prêtres du diocèse de Quimper dont les traitements sont retenus par décision du gouvernement Combes « tant qu'ils ne feront pas emploi de la langue française dans leurs instructions et l'enseignement du catéchisme » car ils utilisaient le breton. Pourtant cette même année 1903, le dit curé écrit : « Étant donné la difficulté que nous autres, fidèles du Finistère, nous avons à parler le vannetais qui est l'idiome exclusif de cette paroisse, nous ne pouvons, mon vicaire et moi, que favoriser l'extension du français ».
L'école des filles de Rédené, tenue par les Filles de Jésus (de Kermaria), est laïcisée en août 1903 par un arrêté du préfet du Finistère.
Le 11 février 1908 un incendie ravagea une ferme (maison, écurie et hangar) dans le village de Kerdrouet.
En novembre 1911 deux Sœurs de la Congrégation des Filles de Jésus (de Kermaria) se barricadèrent dans leur ancien établissement et refusèrent de répondre aux sommations alors qu'elles étaient poursuivies par le parquet de Quimperlé pour reconstitution d'une congrégation religieuse. Le tocsin sonna et très vite une centaine de paroissiens vinrent au secours des religieuses, mais celles-ci furent finalement expulsées sans incidents graves.

#### La Première Guerre mondiale

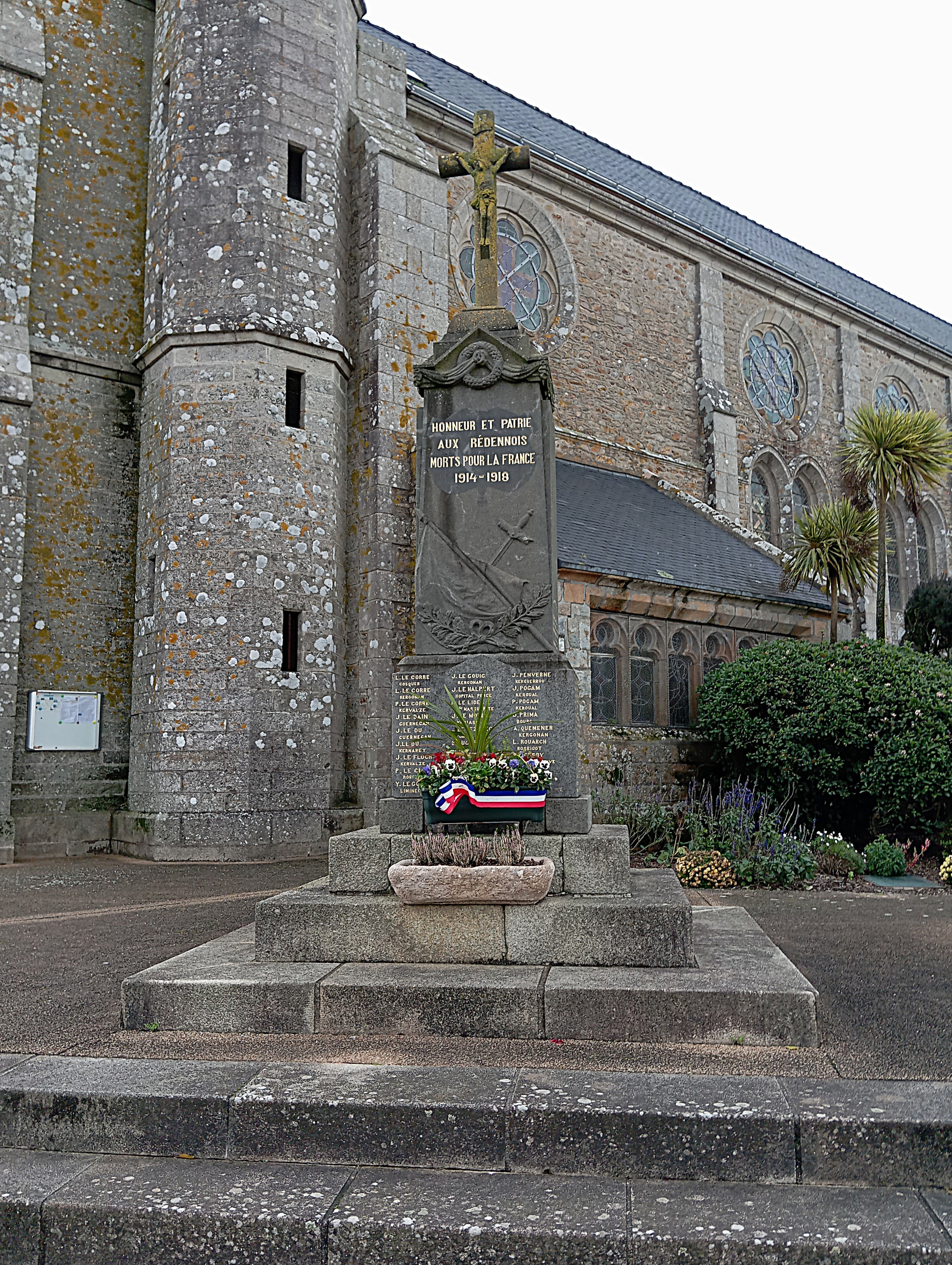
Rédené : le monument aux morts.

Le monument aux morts de Rédené porte les noms de 53 soldats morts pour la France pendant la Première Guerre mondiale ; parmi eux 4 sont morts en Belgique dès l'année 1914 (Vincent Le Pellec à Maissin, Jean Flatrès à Anloy, Jean André à Thielt, Jean Le Boulch à Dixmude) ; Joseph Thierry, second maître, dans le naufrage du cuirassé Suffren en 1916 ; François Bourglan et Mathurin Le Bihan sont morts (de maladie) en captivité en Allemagne ; deux sont morts dans l'actuelle Macédoine du Nord (Auguste Quéméner, tué à l'ennemi en 1917 et Jean Pelleter mort de maladie en 1918) ; Joseph Pelleter est mort des suites de ses blessures en 1918 en Grèce ; les autres sont morts sur le sol français (dont Alexis Le Bihan, Pierre Le Corre, Yves Le Goff, Pierre Paugam et Joseph Thierry, tous les cinq décorés à la fois de la Médaille militaire et de la Croix de guerre et Joseph Prima, ainsi que Joseph Cavar, de la Croix de guerre.
Fin août 1916 une vingtaine de prisonniers allemands (des « militaires boches » écrit le journal) vinrent à Quimperlé, Tréméven et Rédené pour participer aux travaux agricoles.
Le 10 mai 1917 un violent incendie détruisit plusieurs fermes et des dépendances dans le village de Kervalzi.

#### L'Entre-Deux-Guerres
Le monument aux morts de Rédené est érigé vers 1920 (son auteur est le sculpteur et marbrier Jean Joncourt (1869-1937), de Quimperlé) ; le monument a la forme d'un pilier commémoratif en kersantite placé sur un piédestal constitué de trois marches l'entourant ; il est orné de drapeaux et de symboles religieux (croix latine portant un Christ à son sommet) et porte l'inscription "HONNEUR ET PATRIE
AUX RÉDENNOIS MORTS POUR LA FRANCE 1914 - 1918" et, en bas du monument, la liste des morts pour la France de la commune.
Un bureau téléphonique, assurant aussi le service télégraphique, ouvre à Rédené en août 1922.
La Première Guerre mondiale marque une chute du niveau de la population amplifié par l'exode rural. Toutefois la natalité reste élevée pendant l'Entre-deux-guerres : par exemple Rédené compte 56 naissances et 25 décès en 1928, 45 naissances et 16 décès en 1929.
L'école primaire privée Notre-Dame-de-Lorette date de 1932.

#### La Seconde Guerre mondiale

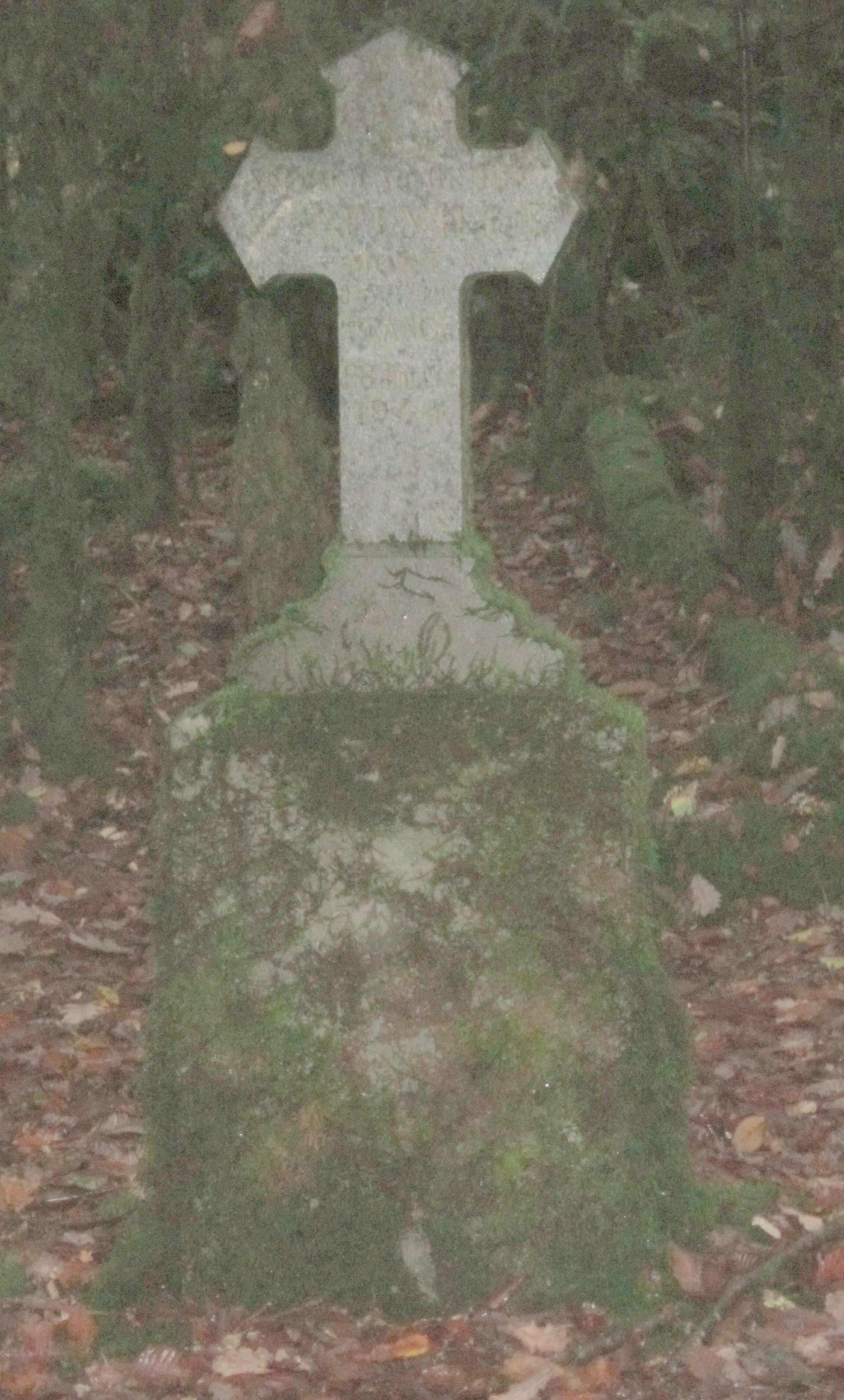
Monument à la mémoire d'André Coquebert de Neuville.

Le monument aux morts de Rédené porte les noms de dix-sept personnes mortes pour la France pendant la Seconde Guerre mondiale ; parmi elles André Coquebert de Neuville, résistant FFI, chevalier de la Légion d'honneur.
Le château de Rosgrand, propriété de la famille de André Coquebert de Neuville, accueillit de nombreux résistants. Le 26 juillet 1944, le château est encerclé par les Allemands mais les maquisards parviennent à s'enfuir. André trouve refuge dans une grotte du bois de Rosgrand. Quelques jours plus tard il décide de retourner au château pour récupérer le matériel radio et des armes mais il est abattu par une rafale de mitraillette dans le bois.
Par ailleurs, Auguste Robic, né le 16 décembre 1907 à Rédené, maquisard de la 2e compagnie FFI du capitaine Mercier, fut tué à l'ennemi le 5 août 1944 à la Croix de Lanveur en Kernével.
Les date et lieux de décès des autres victimes de la Seconde Guerre mondiale de Rédené restent à préciser.
Le 25 octobre 1944 des combats se déroulèrent à Berluhec entre des Allemands retranchés dans la Poche de Lorient et des résistants de deux sections de la 1re Compagnie du 17e bataillon FFI (Sections des lieutenants Méfort et Tanguy) qui assuraient la couverture d’une zone de 2 kilomètres allant du passage à niveau de Kerfleury à la Laïta, aux portes de Quimperlé ; ces combats, qui opposèrent environ 80 soldats ou membres de la Résistance et des soldats allemands qui tentaient d’empêcher la sortie de ces derniers de la Poche de Lorient ; les deux sections de FFI de Quimperlé résistèrent toute la matinée ; l'artillerie américaine força les Allemands à se replier, laissant derrière eux une dizaine de morts. Ces combats firent parmi les résistants 8 blessés (dont deux grièvement) et 2 morts : Louis Fiot, adjudant-chef (de Quimperlé) et le sergent-chef Joseph Saux (de Mellac) ; un soldat américain, Dale Proctor, fut tué à Tröel.
Pierre Chourlin, originaire de Dôle (Jura), est mort pour la France à Rédené le 19 avril 1945 ; il était âgé de 29 ans.

#### L'après-Seconde-Guerre-mondiale
Un soldat (Étienne Cruguel) originaire de Rédené est mort pendant la Guerre d'Indochine et un autre (Vincent Le Berre) pendant la Guerre d'Algérie. 
Après avoir perdu des habitants, Rédené est redevenu attractive à partir de 1968 grâce à une modernisation entreprise dans les années 1960. De nouveaux résidents s'installent. Rédené séduit une population provenant du sud Finistère comme de la région lorientaise. Ainsi le gain de population est de 1855 habitants entre 1968 et 2017, soit presque un triplement du nombre d'habitants.

## Politique et administration

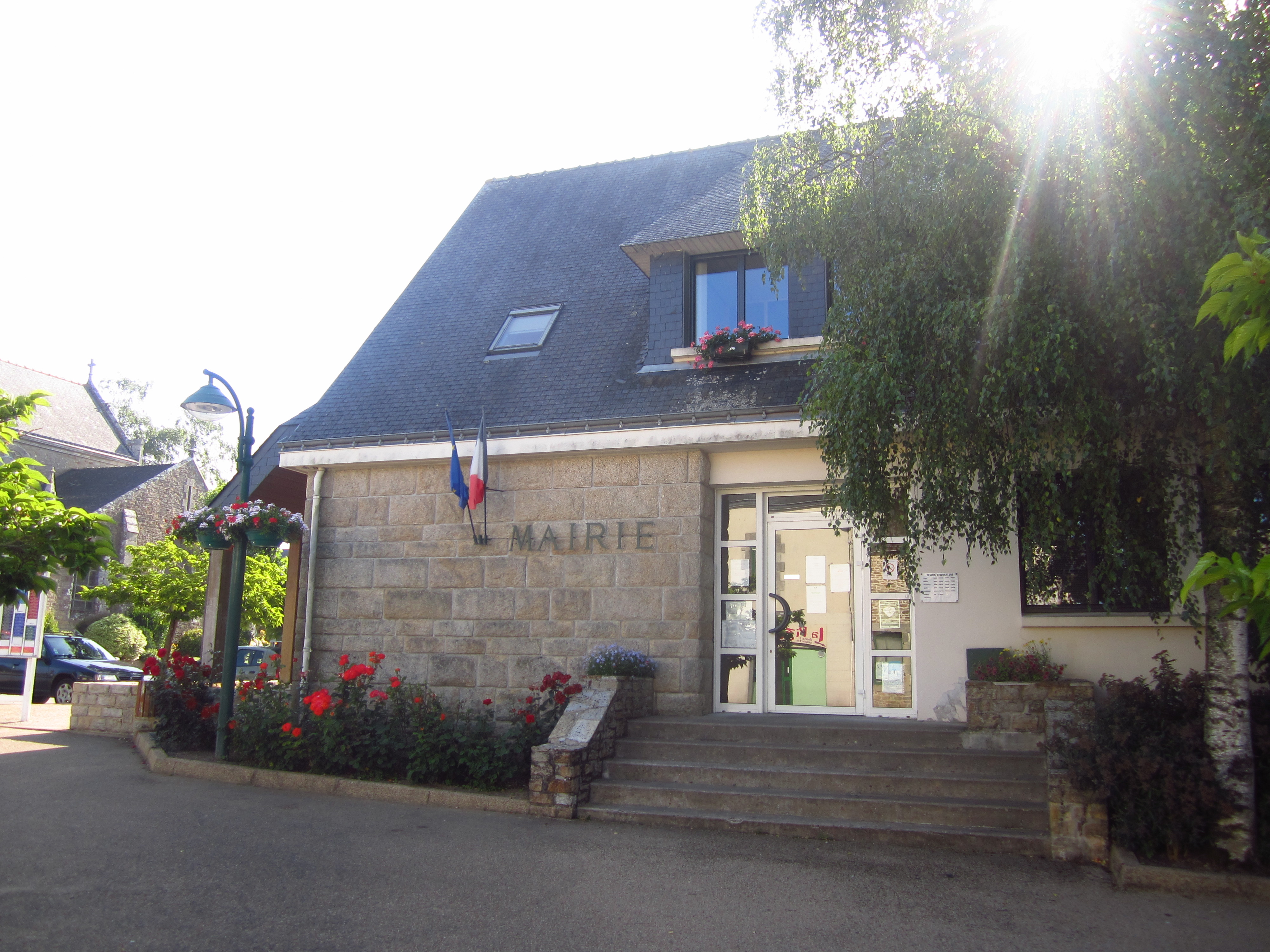
La mairie de Rédené.

| Période                                  | Période    | Identité              | Étiquette | Qualité |
| ---------------------------------------- | ---------- | --------------------- | --------- | --- |
|                                          |            |                       |           | |
| 1803                                     | 1804       | Vincent Le Gall       |           | |
| 1804                                     | 1814       | Pierre Louis Michel   |           | |
| 1814                                     | 1826       | Jean Joly de Rosgrand |           | Propriétaire. Magistrat. |
| 1827                                     | 1828       | Joseph Pennober       |           | Cultivateur. |
| 1829                                     | 1833       | Victor de Kerouallan. |           | Juge de paix. Fils d'un Émigré pendant la Révolution française.                                                                                          |
| 1835                                     | 1846       | Joseph Pennober       |           | Déjà maire en 1827-1828. |
| 1846                                     | 1848       | Sébastien Le Du       |           | Cultivateur. |
| 1848                                     | 1870       | Joseph Pennober       |           | Déjà maire en 1827-1828 et en 1835-1836. |
| 1871                                     | 1878       | Yves Joseph Richard   |           | Cultivateur. |
| 1878                                     | 1879       | Joseph Marie Hénaff   |           | Boulanger. |
| 1879                                     | 1889       | Yves Joseph Richard   |           | Déjà maire entre 1871 et 1878. Suspendu de ses fonctions en 1889, puis révoqué.                                                                          |
| 1889                                     | 1890       | Louis Guyomard        |           | |
| 1890                                     | 1896       | Yves Joseph Richard   |           | Déjà maire entre 1871 et 1878 et entre 1879 et 1889. |
| 1896                                     | 1899       | Jean-Louis Bienvenu   |           | Propriétaire. |
| 1899                                     | 1904       | Pierre Pennober       |           | Cultivateur. |
| 1904                                     | 1919       | Yves Le Brisse        |           | Cultivateur. |
| 1919                                     | après 1935 | Louis-Joseph Michel   | Rép.G     | Réélu en 1935. |
| 1941                                     | ...        | Joseph Marie Portier  |           | Nommé maire en décembre 1941. Cultivateur. Croix de guerre. Chevalier de la Légion d'honneur. Nommé conseiller départemental du canton d'Arzano en 1943. |
| 1947                                     | 1965       | Jean-Louis Le Goff    |           | Cultivateur. |
| 1965                                     | 1977       | François Le Roux      |           | Ancien forgeron ; maire honoraire |
| 1977                                     | 1989       | Michel Balanant       | DVD       | Assistant technique. |
| 1989                                     | 2020       | Jean Lomenech         | DVD       | Agriculteur - conseiller général du canton d'Arzano (1992-1998).                                                                                         |
| 2020                                     | en cours   | Yves Bernicot,        | DVG       | Ingénieur |
| Les données manquantes sont à compléter. |            |                       |           | |

## Population et société

### Démographie

#### Évolution démographique
L'évolution du nombre d'habitants est connue à travers les recensements de la population effectués dans la commune depuis 1793. Pour les communes de moins de 10 000 habitants, une enquête de recensement portant sur toute la population est réalisée tous les cinq ans, les populations de référence des années intermédiaires étant quant à elles estimées par interpolation ou extrapolation. Pour la commune, le premier recensement exhaustif entrant dans le cadre du nouveau dispositif a été réalisé en 2007.

En 2022, la commune comptait 2 999 habitants, en évolution de +3,38 % par rapport à 2016 (Finistère : +2,16 %, France hors Mayotte : +2,11 %).
| 1793  | 1800  | 1806  | 1821  | 1831  | 1836  | 1841  | 1846  | 1851  |
| ----- | ----- | ----- | ----- | ----- | ----- | ----- | ----- | ----- |
| 2 600 | 2 730 | 1 051 | 1 182 | 1 295 | 1 285 | 1 289 | 1 339 | 1 402 |

| 1856  | 1861  | 1866  | 1872  | 1876  | 1881  | 1886  | 1891  | 1896  |
| ----- | ----- | ----- | ----- | ----- | ----- | ----- | ----- | ----- |
| 1 308 | 1 338 | 1 369 | 1 369 | 1 479 | 1 494 | 1 571 | 1 558 | 1 545 |

| 1901  | 1906  | 1911  | 1921  | 1926  | 1931  | 1936  | 1946  | 1954  |
| ----- | ----- | ----- | ----- | ----- | ----- | ----- | ----- | ----- |
| 1 547 | 1 601 | 1 635 | 1 606 | 1 559 | 1 515 | 1 493 | 1 431 | 1 158 |

| 1962  | 1968  | 1975  | 1982  | 1990  | 1999  | 2006  | 2007  | 2012  |
| ----- | ----- | ----- | ----- | ----- | ----- | ----- | ----- | ----- |
| 1 034 | 1 053 | 1 759 | 2 112 | 2 383 | 2 313 | 2 637 | 2 684 | 2 891 |

| 2017  | 2022  | - | - | - | - | - | - | - |
| ----- | ----- | - | - | - | - | - | - | - |
| 2 908 | 2 999 | - | - | - | - | - | - | - |

#### Pyramide des âges
La population de la commune est relativement jeune.
En 2018, le taux de personnes d'un âge inférieur à 30 ans s'élève à 33,8 %, soit au-dessus de la moyenne départementale (32,5 %). À l'inverse, le taux de personnes d'âge supérieur à 60 ans est de 24,2 % la même année, alors qu'il est de 29,8 % au niveau départemental.
En 2018, la commune comptait 1 482 hommes pour 1 425 femmes, soit un taux de 50,98 % d'hommes, largement supérieur au taux départemental (48,59 %).
Les pyramides des âges de la commune et du département s'établissent comme suit.
| Hommes | Classe d’âge | Femmes |
| ------ | ------------ | ------ |
| 0,3    | 90 ou +      | 0,9    |
| 5,3    | 75-89 ans    | 7,5    |
| 16,7   | 60-74 ans    | 17,8   |
| 21,2   | 45-59 ans    | 20,4   |
| 21,9   | 30-44 ans    | 20,5   |
| 12,9   | 15-29 ans    | 12,9   |
| 21,7   | 0-14 ans     | 20,1   |

| Hommes | Classe d’âge | Femmes |
| ------ | ------------ | ------ |
| 0,7    | 90 ou +      | 2,2    |
| 7,8    | 75-89 ans    | 11,5   |
| 19,2   | 60-74 ans    | 20,1   |
| 20,8   | 45-59 ans    | 19,7   |
| 17,7   | 30-44 ans    | 16,6   |
| 17,1   | 15-29 ans    | 14,7   |
| 16,8   | 0-14 ans     | 15,2   |

## Économie

### Revenus de la population et fiscalité
Les indicateurs de revenus et de fiscalité à Rédené et dans l'ensemble du Finistère en 2016 sont présentés ci-dessous.
|                                                                   | Rédené | Finistère |
| ----------------------------------------------------------------- | ------ | --------- |
| Nombre de ménages fiscaux                                         | 1 138  | 406 470   |
| Nombre de personnes dans les ménages fiscaux                      | 2 966  | 889 922   |
| Médiane du revenu disponible par unité de consommation (en euros) | 21 710 | 20 701    |
| Part des ménages fiscaux imposés                                  | 54,0 % | 49,0 %    |

## Monuments

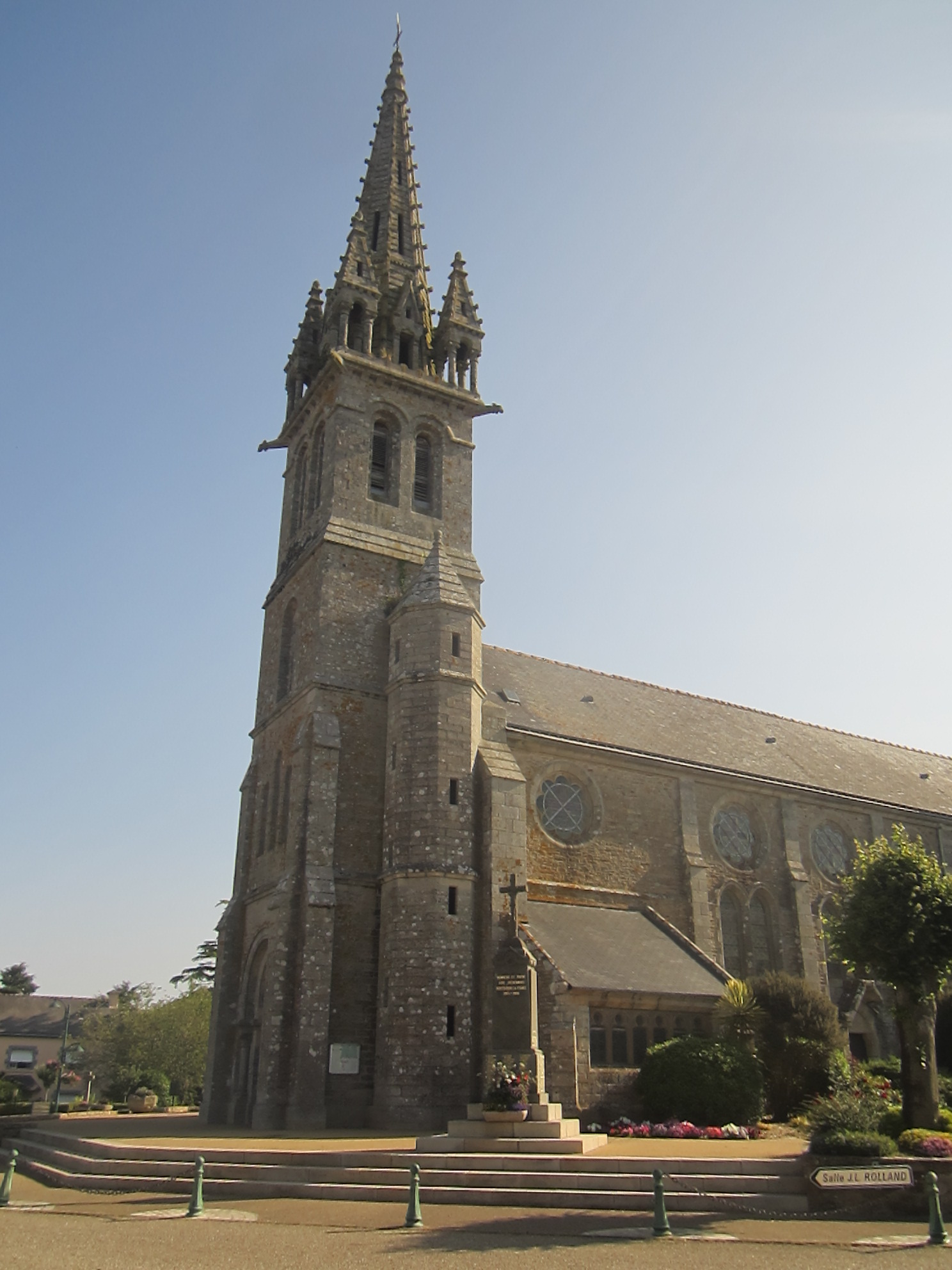
L'église Notre-Dame-de-Lorette, restaurée en 1904-1905 par Charles Chaussepied.

- L'église Notre-Dame-de-Lorette, datant initialement du XVIe siècle, est restaurée et agrandie (allongée) en 1904/05 par Charles Chaussepied ; le clocher, qui date de 1901 (construit selon les plans du chanoine Abgrall), haut de 35 mètres, est surmonté d'une flèche à crochets entourée de quatre clochetons ; l'église avait comme saint patron initial saint Pierre, mais celui-ci a été supplanté dès le XVe siècle par la Vierge Marie, puis par le sanctuaire marial de la Sainte Maison de Lorette sur les bords de la Mer Adriatique dès la fin du XVIe siècle. Elle comprend une nef de sept travées avec un bas-côté nord et contient un retable de la fin du XVIIIe siècle, don des seigneurs de Rosgrand (ceux-ci disposaient d'une chapelle côté sud de l'église). L'ossuaire du XVIe siècle, remanié et ouvrant désormais vers la nef, est devenu la chapelle des fonts baptismaux ; la sacristie date du XIXe siècle[75].

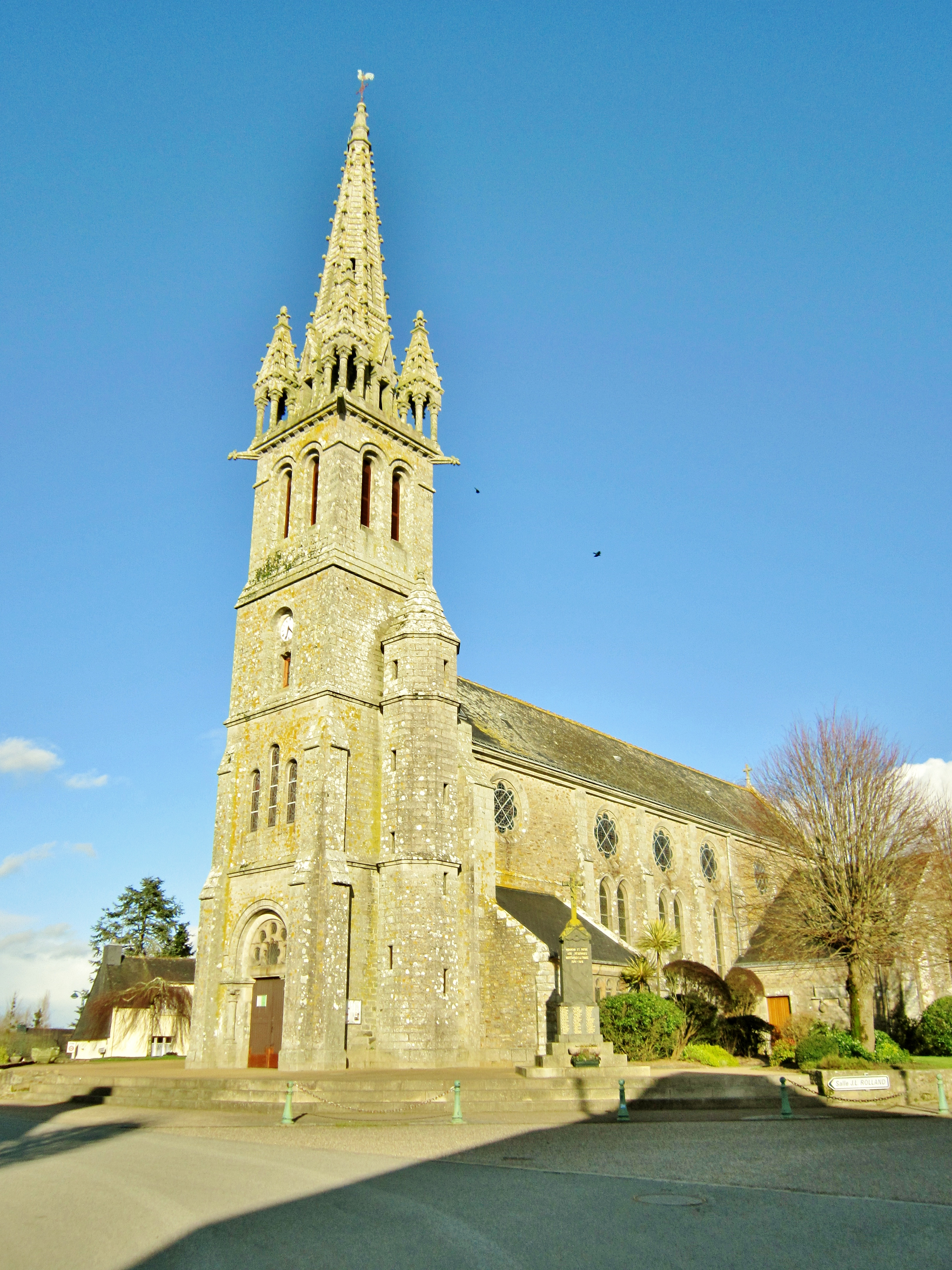
Rédené : l'église paroissiale Notre-Dame-de-Lorette.
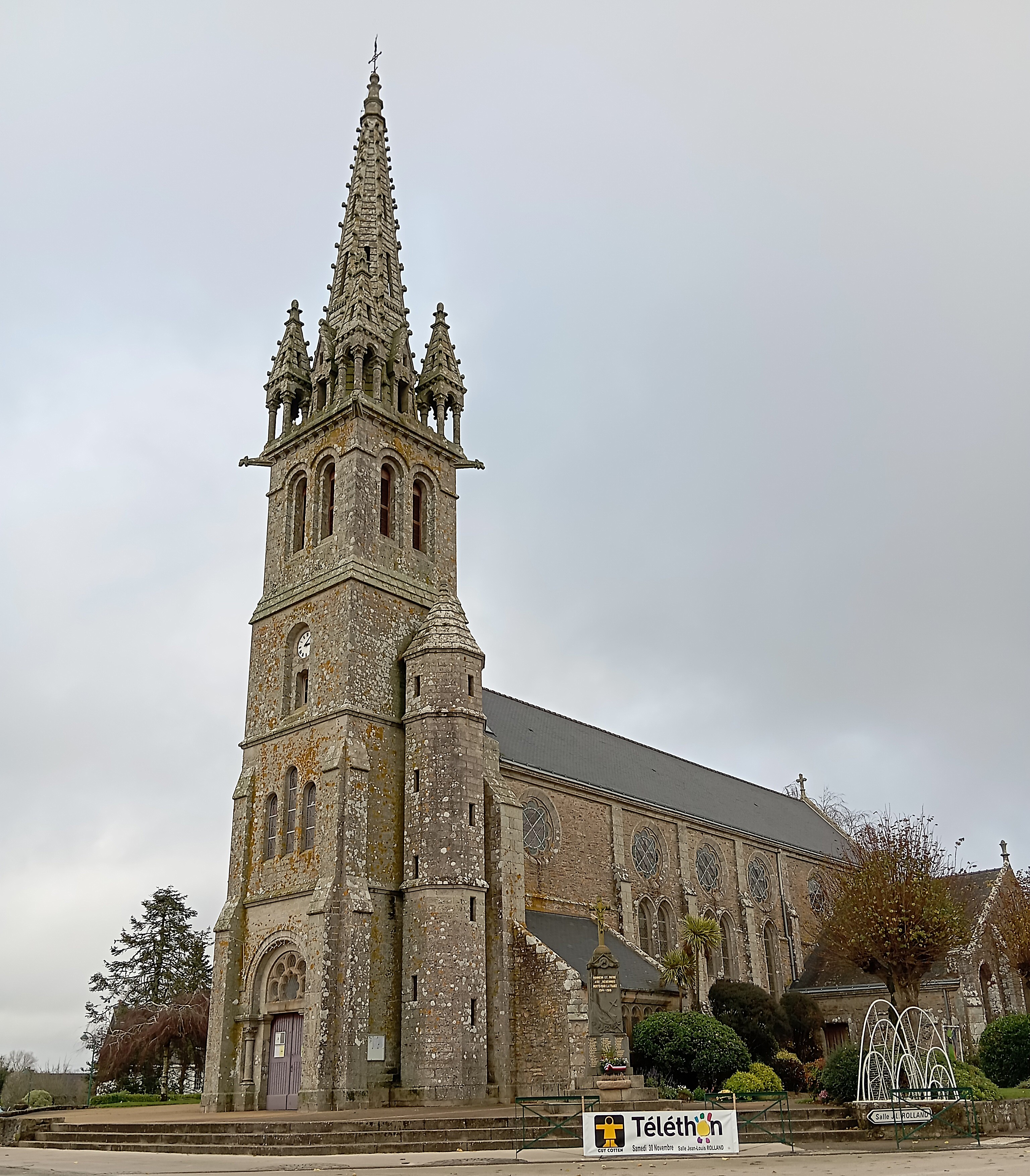
Rédené ː église Notre-Dame de Lorette, vue extérieure d'ensemble.
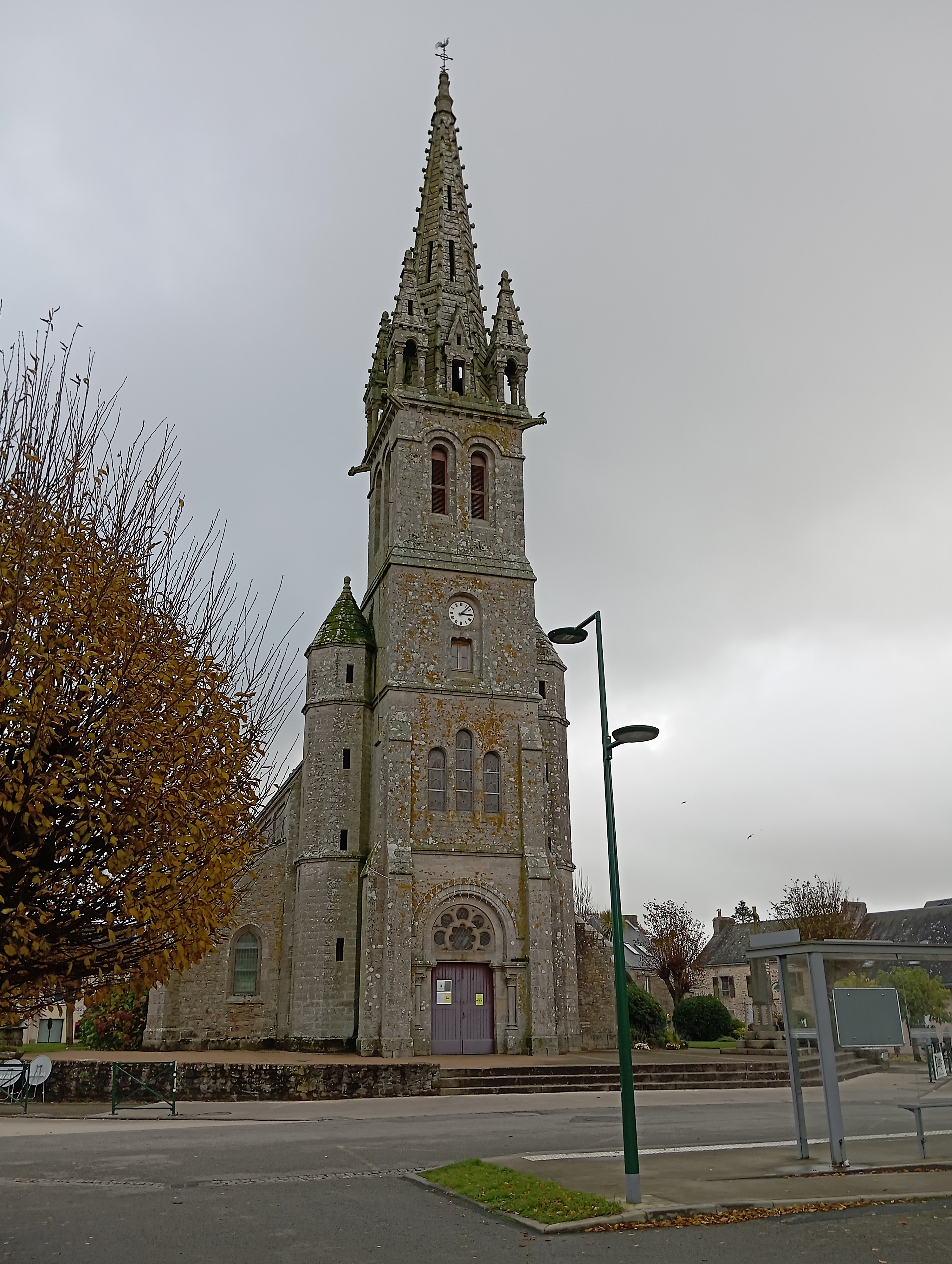
Rédené ː église Notre-Dame-de-Lorette, la façade et le clocher.
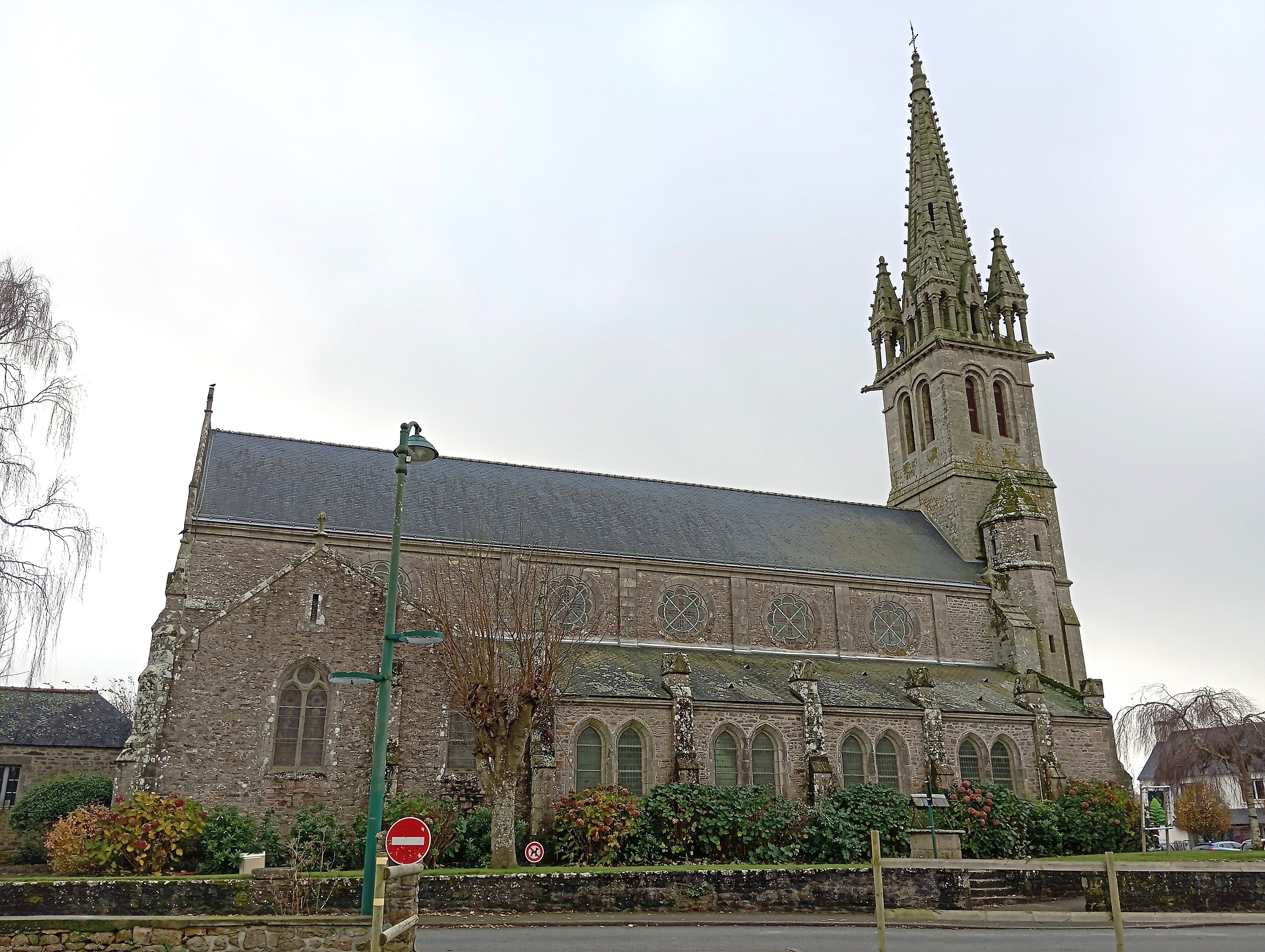
Rédené ː église Notre-Dame-de-Lorette, flanc est.
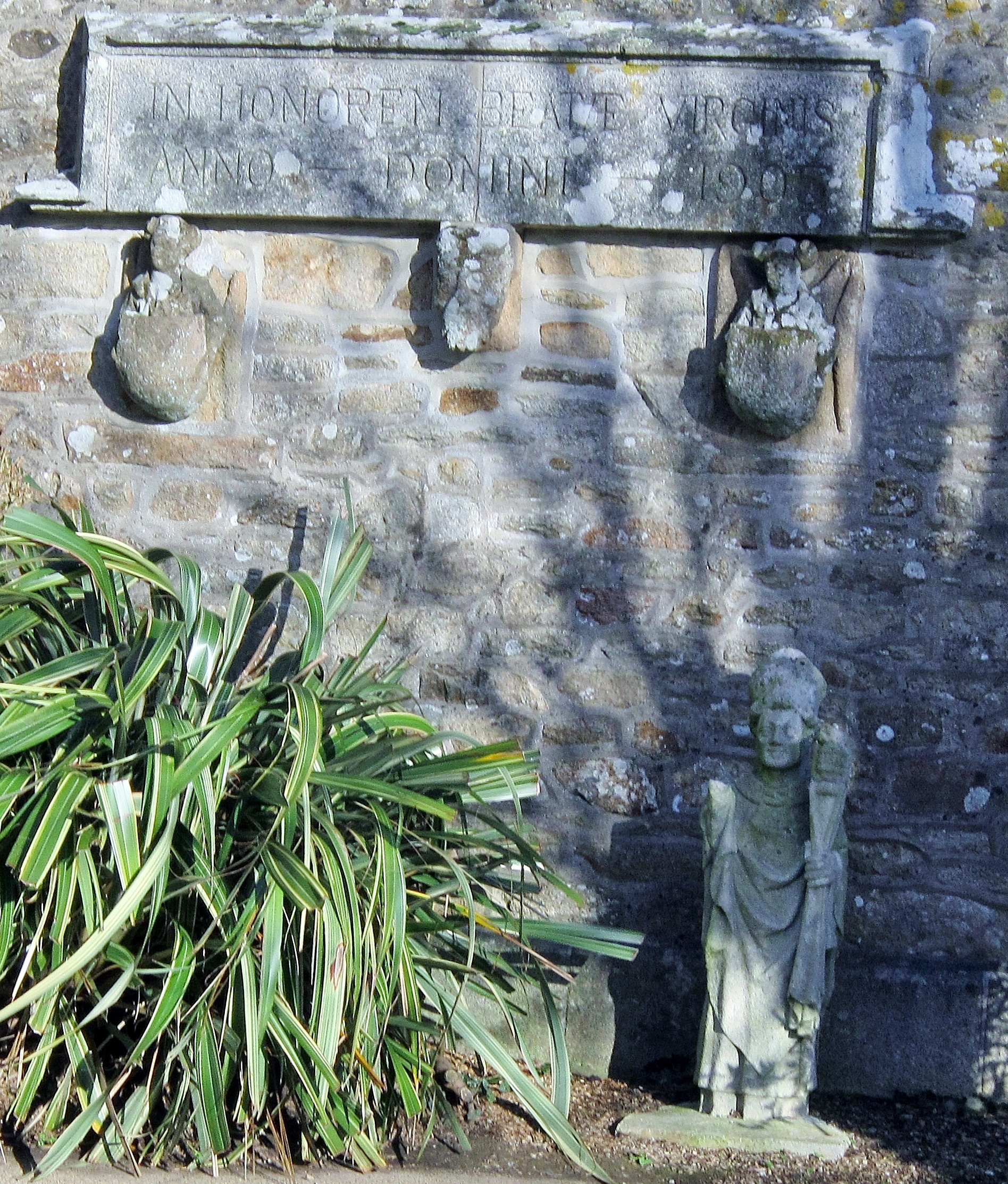
Rédené : statues et inscription sur un mur extérieur de l'église Notre-Dame-de-Lorette.
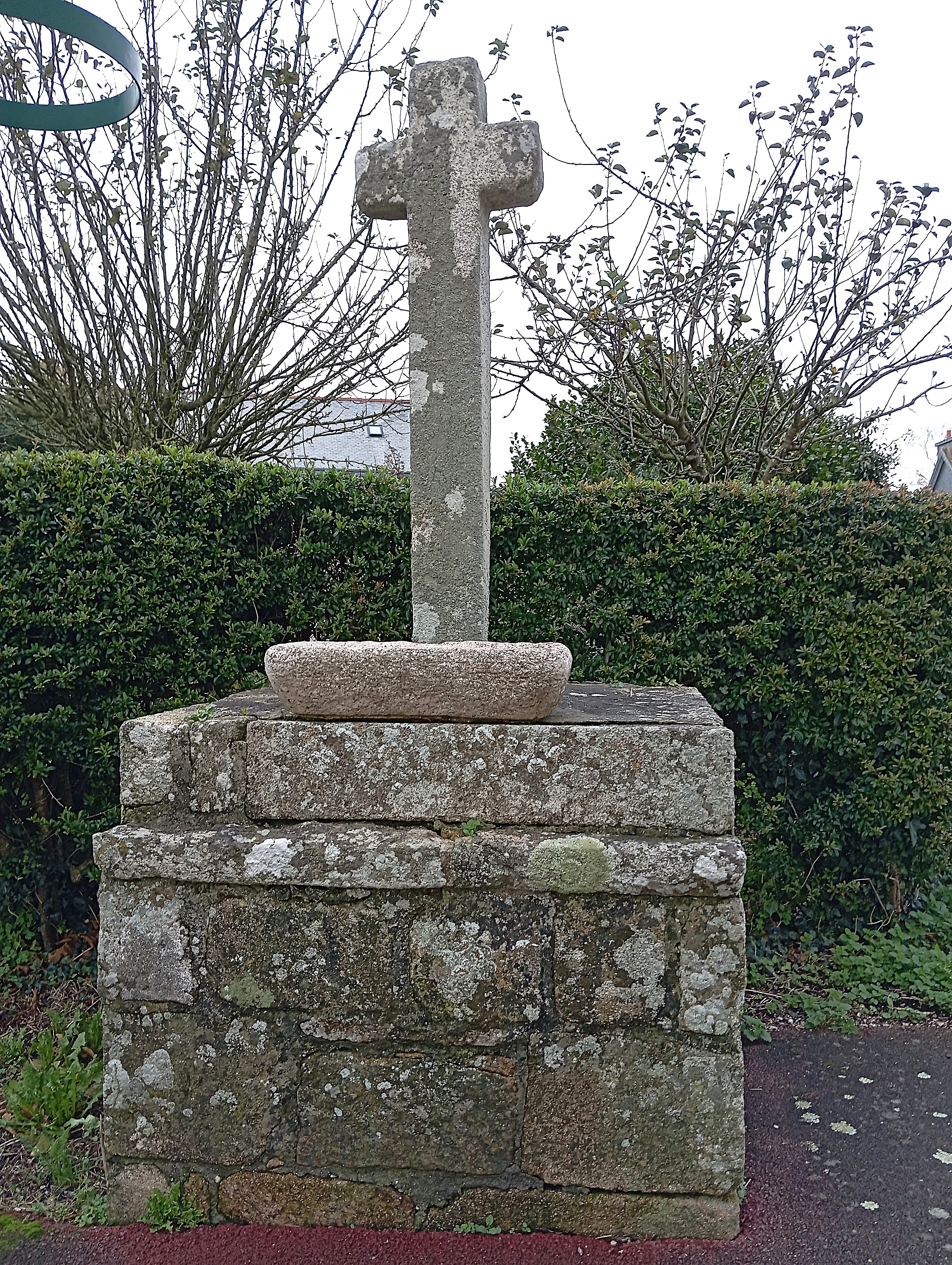
Rédené ː calvaire près de l'église Notre-Dame-de-Lorette.
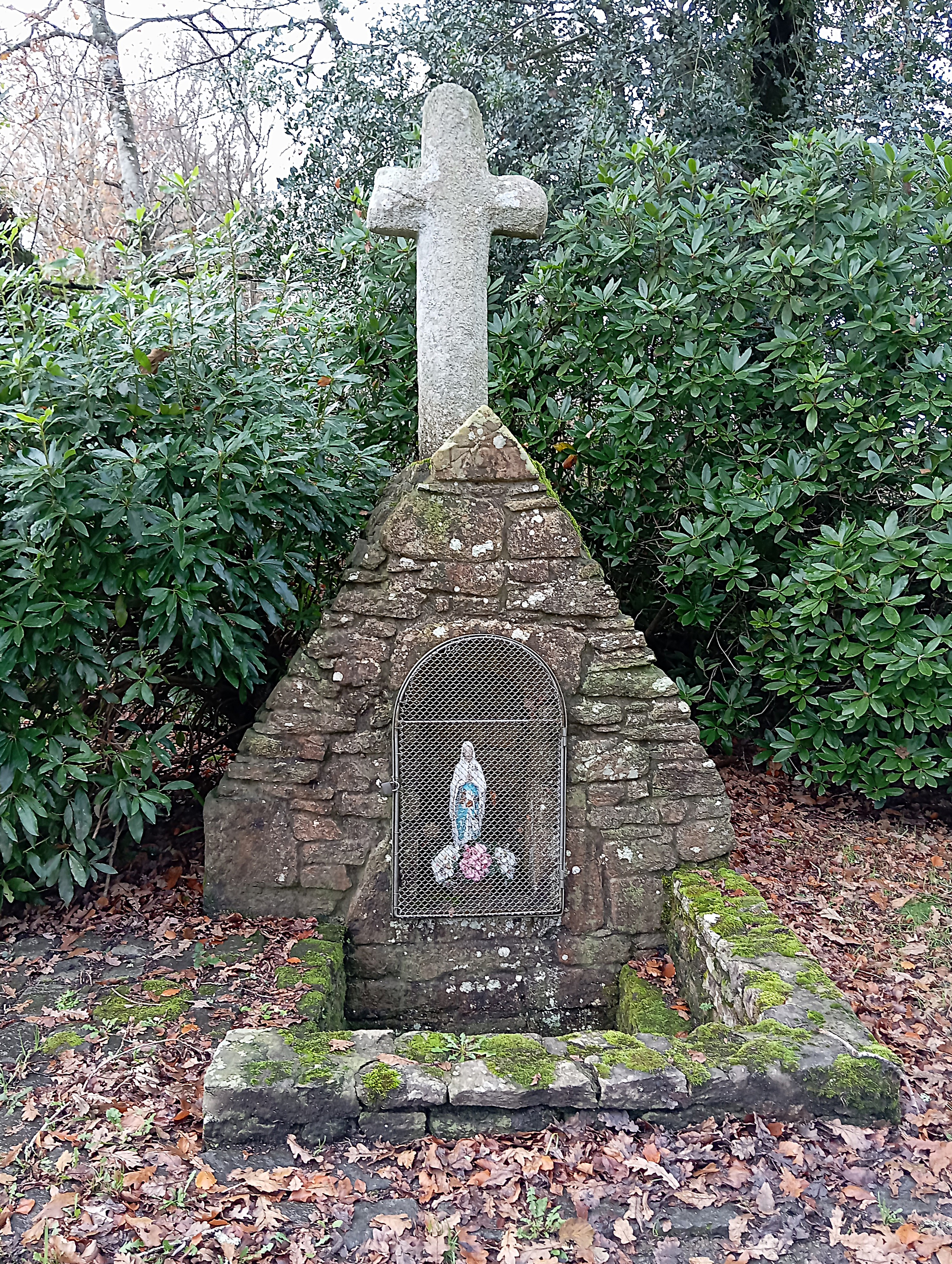
Rédené ː la fontaine de dévotion Notre-Dame-de-Lorette.
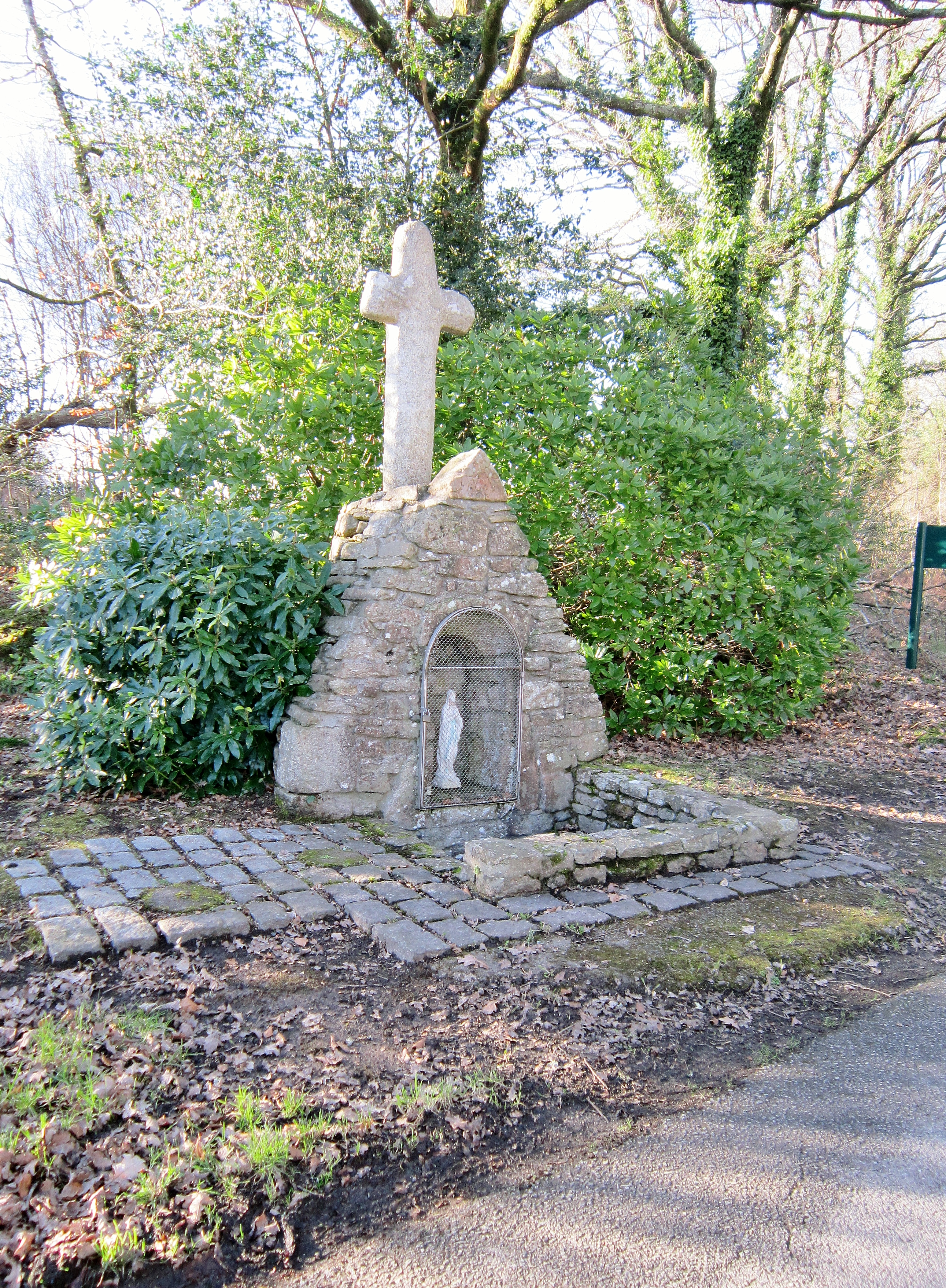
Rédené ː la fontaine de dévotion Notre-Dame-de-Lorette.

- - La fontaine de dévotion Notre-Dame-de-Lorette date de 1705 et est surmontée d'une croix monolithe datant du Moyen-Âge.
- La chapelle Sainte-Marguerite. Cet édifice rectangulaire du XVIe siècle, cantonné de quatre contreforts d'angle, semble avoir été commandité, peu après 1500, par les Caric, seigneurs voisins du manoir de la Porte (Porh Cadic). Décorée de fleurs de lys au chevet et de deux angelots sur la porte latérale, la petite sacristie est un ajout du début du XXe siècle. Percée par un obus en septembre 1944, la chapelle est rapidement restaurée. Un pardon y est célébré le deuxième dimanche de juillet[76].

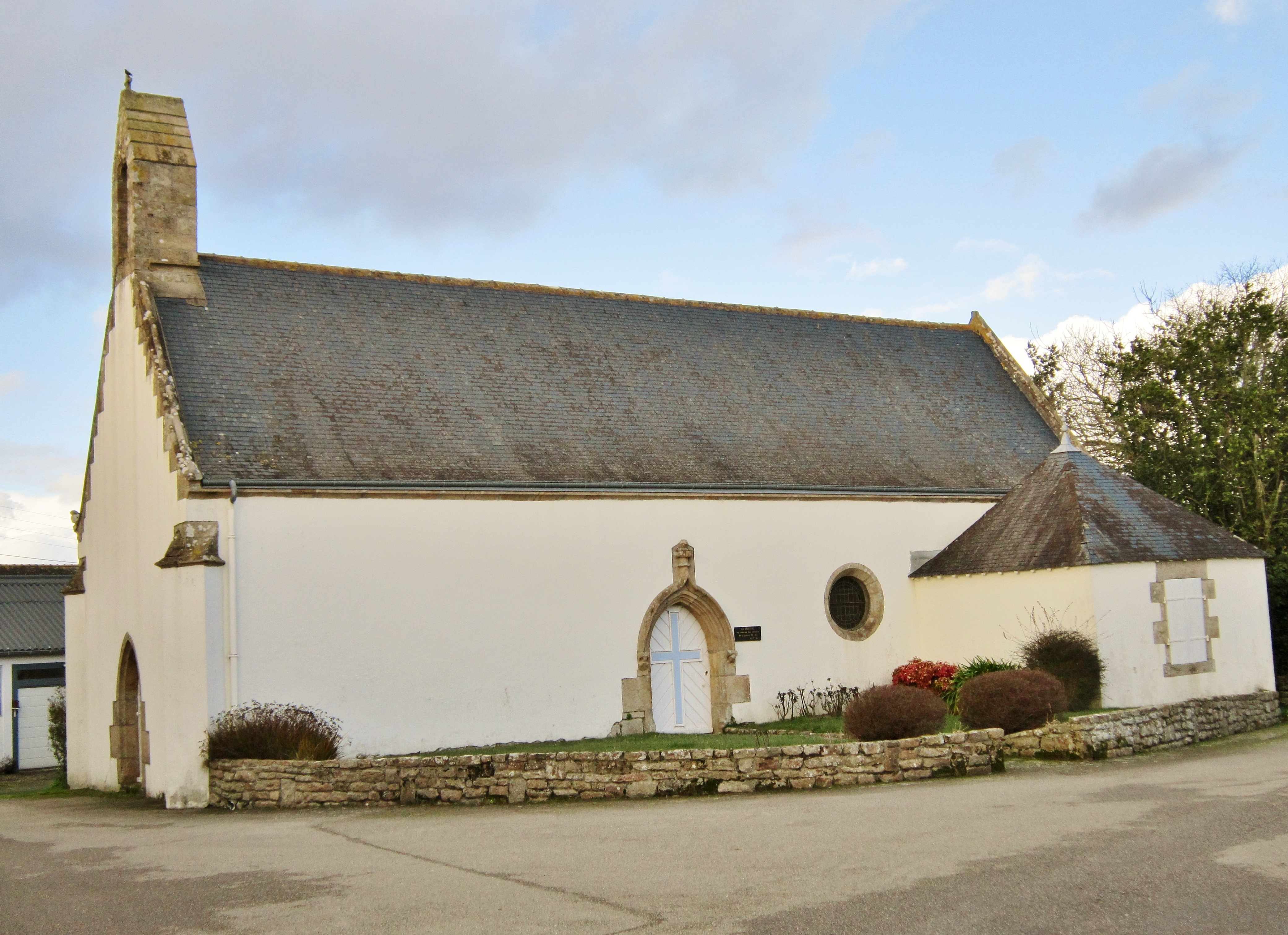
Rédené : la chapelle Sainte-Marguerite.

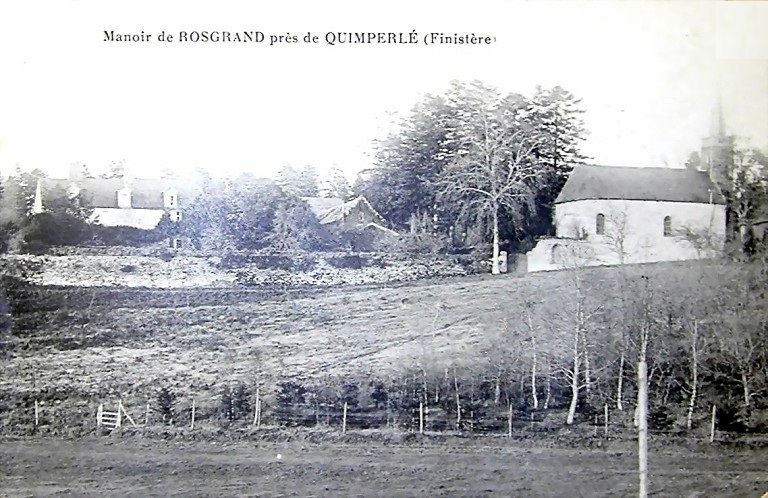
Le manoir de Rosgrand et sa chapelle privative vers 1950 (Archives départementales du Finistère).

- Le château et la chapelle de Rosgrand. La chapelle de Rosgrand dite de la "Mère de Dieu" est située dans un enclos attenant à l'ensemble de la propriété de Rosgrand. Cette chapelle funéraire fut construite en 1766 pour Simon Joly, sénéchal de Quimperlé et propriétaire du domaine de Rosgrand, avec des éléments provenant de différents édifices ruinés du secteur. Voulu comme mausolée familial et musée, l'édifice, béni en 1781, possède de nombreux remplois de qualité (porte du XVIe siècle, armoiries). La chapelle est une construction en schiste et granite avec moellons et enduit partiel. La toiture est à longs pans et recouverte d'ardoises. De plan rectangulaire, la chapelle a subi des modifications depuis sa création, notamment sur le clocher : à l'Est le rajout d'une sacristie et d'une tour carrée (vers 1900) enfermant un escalier tournant donne accès à l'ancienne chambre de cloche. La flèche surmontant la tour a disparu. La partie ouest de la chapelle est en partie semi enterrée et sert de caveau. Le mur latéral est percé d'un “portail antique”. L'enclos possède des piliers monumentaux coiffés des statues et d'armoiries sculptées[77] (le manoir et la chapelle ne se visitent pas).

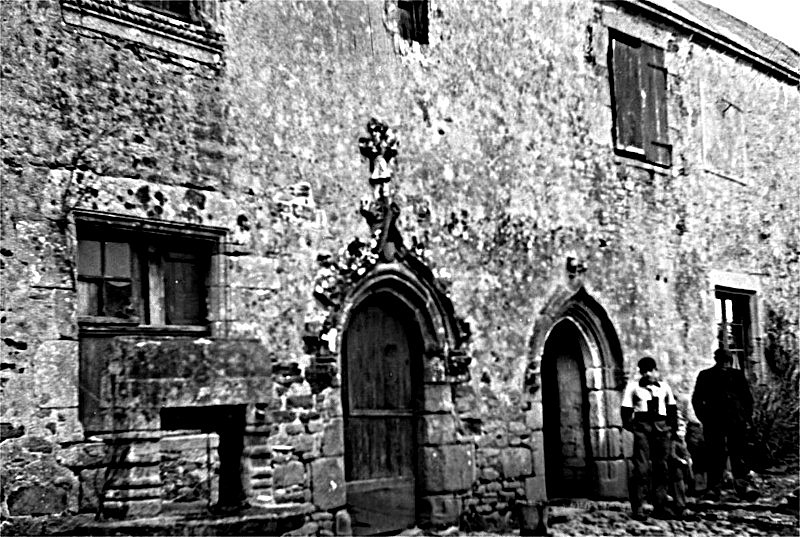
La façade du manoir de Rosgrand vers 1930.
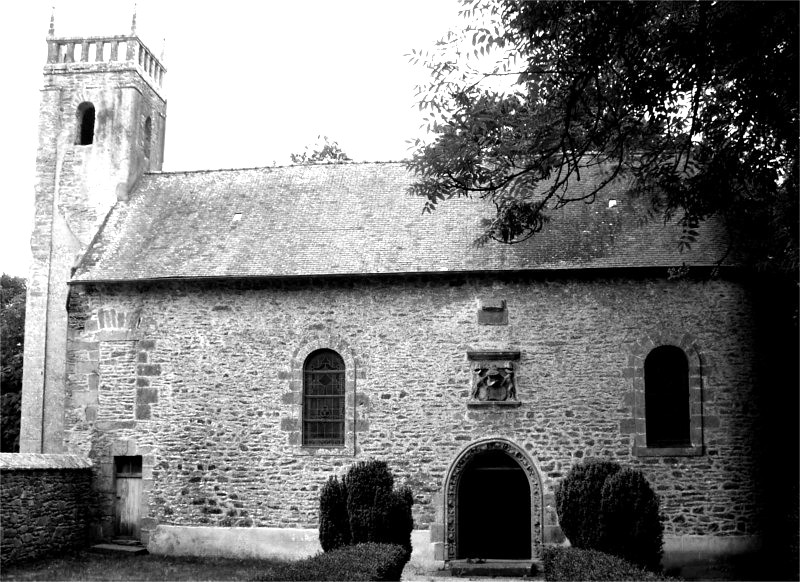
La chapelle de Rosgrand.

- Le manoir de Porh Cadic : cet ancien manoir, berceau de la famille Caric dès 1427, est en ruines[78].
- Plusieurs croix monumentales : à Rosbigot[79], dans le bourg[80], à Saint-Pierre[81] ;
- Le moulin à eau de Kergueffr, sur l'Ellé[82] ; deux autres moulins à eau (Le Crano et Moulin Rouge) ont existé sur les rives du ruisseau du Scaff, ainsi qu'un moulin à vent au sud du village de Sainte-Marguerite (il dépendait du manoir de Porh Cadic)[83] ;

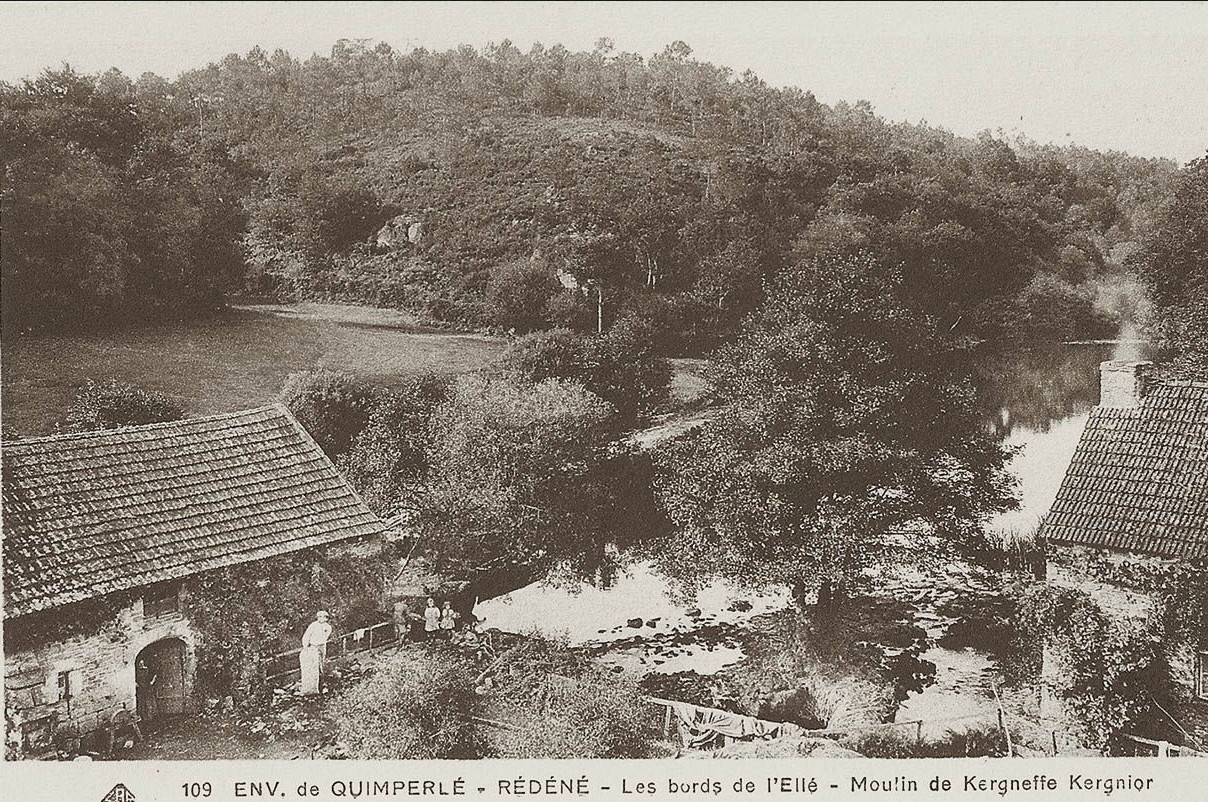
Rédené ː le moulin de Kergueffr vers la fin du XIXe siècle (carte postale).

- La fontaine et le lavoir de Berluhec (XIXe siècle) ; la maison de notable située à proximité date de 1870 et a été la demeure de l'écrivaine Yvonne Chauffin (1905-1995)[84].

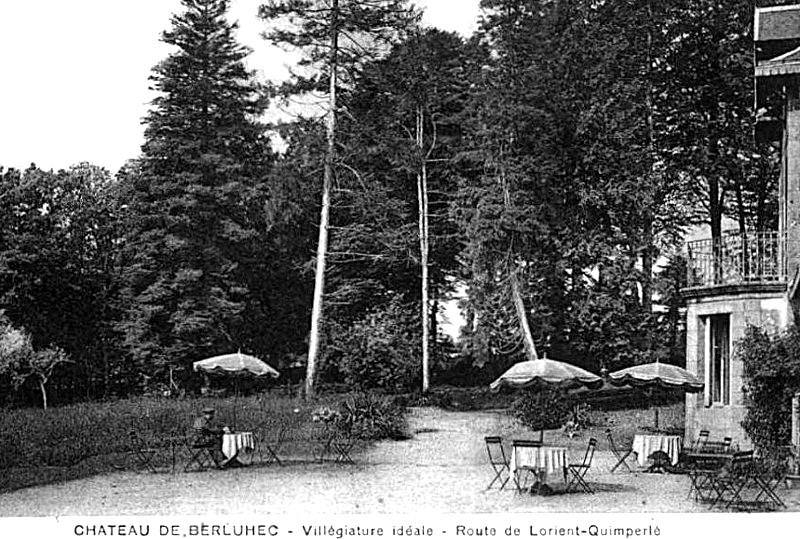
Le château de Berluhec au début du XXe siècle (carte postale).

## Personnalités liées à Rédené
- Abbé Louis Cordier (né le 7 février 1913 à Givet (Ardennes), en retraite à Rédené, décédé le 22 novembre 1973 à Quimperlé) : il a joué un rôle notable en 1942 dans l'assassinat de l'amiral Darlan en étant complice de l'assassin, Fernand Bonnier de La Chapelle[85].